# The Rolling Stones
The Rolling Stones ist eine 1962 in England gegründete Rockband. Sie zählt zu den langlebigsten und kommerziell erfolgreichsten Gruppen der Rockgeschichte. 1989 wurde die Band in die Rock and Roll Hall of Fame aufgenommen. Mit Nummer-eins-Hits in den Jahren 1968 und 2020 sind die „Stones“ in Deutschland die Band mit der längsten Zeitspanne zwischen zwei Hitparadenspitzenreitern. Die Rechte am Markennamen Rolling Stones der Band, oft „Rolling Stones Inc.“ genannt, hält das Unternehmen Musidor B.V. Die Musikzeitschrift Rolling Stone listete sie auf Rang vier der 100 größten Musiker aller Zeiten.

## Bandgeschichte

### Gründung (1962)
Im Oktober 1961 begegneten sich der achtzehnjährige Mick Jagger und der siebzehnjährige Keith Richards zufällig am Bahnhof ihrer Heimatstadt Dartford in Kent. Jagger war auf dem Weg zur London School of Economics und wartete am Bahnsteig auf den Zug, Richards wollte ebenfalls in das etwa 30 Kilometer entfernte London zum Sidcup Art College. Die beiden Teenager kannten sich von gemeinsamen Jahren an der Grundschule, der Kontakt jedoch war mit der Zeit abgebrochen. Da Jagger Schallplatten des US-amerikanischen Bluesmusikers Muddy Waters und des Rock-’n’-Roll-Musikers Chuck Berry unter dem Arm trug und Richards von der zu jener Zeit in Großbritannien relativ unbekannten Musik ebenfalls begeistert war, entwickelte sich eine Unterhaltung. Sie verabredeten sich, um Blues- und Rock-’n’-Roll-Schallplatten zu hören.
Das gemeinsame Interesse an dieser Musik führte in der Folge zu ihrer Freundschaft. In der Freizeit trafen sich Jagger, sein ehemaliger Mitschüler Dick Taylor und Bob Beckwith, um gemeinsam als Little Boy Blue and the Blue Boys zu musizieren. Taylor besuchte auch das Sidcup Art College und kannte ebenfalls Keith Richards. Nachdem Jagger seine Bekanntschaft mit Richards erneuert und erfahren hatte, dass dieser Gitarre spielte, beschlossen er und Taylor, ihn miteinzubeziehen. Zu viert probten sie in den elterlichen Wohnungen die Lieder ihrer amerikanischen Vorbilder.
Um Liveauftritte angesagter Bluesformationen zu sehen, besuchten sie an den Wochenenden Londoner Clubs und waren im April 1962 im Ealing Jazz Club bei einem Konzert der von Alexis Korner geführten Blues Incorporated, der ersten elektrischen Bluescombo des Landes. Da es sich um eine personell völlig offene Formation handelte, jammten Jagger und Richards vor dem Auftritt mit den Musikern auf der Bühne. Dabei zog Brian Jones, der sich damals Elmo Lewis nannte, durch sein Slide-Gitarrenspiel und die damals in Europa wenig bekannte Bottleneck-Technik die Aufmerksamkeit auf sich. Im Gegensatz zu den drei Schülern aus der Vorstadt, die noch bei ihren Eltern wohnten, war der umtriebige Jones als Vater dreier unehelicher Kinder bereits auf sich allein gestellt und hatte durch seine Vaterschaften in seiner Heimatstadt Cheltenham für einen gesellschaftlichen Skandal gesorgt.
Im Mai/Juni 1962 beschloss Jones seinen Ausstieg bei Blues Incorporated und bemühte sich intensiv um die Gründung einer eigenen Rhythm-and-Blues-Band. Auf der Suche nach Gleichgesinnten schaltete er eine Anzeige in der Zeitschrift Jazz Weekly, woraufhin sich der Boogie-Woogie-Pianist Ian Stewart, mit dem er bereits zusammengespielt hatte, anschloss. Jones machte Mick Jagger, den er von gemeinsamen Sessions mit Blues Incorporated kannte, das Angebot, als Sänger in die Band einzutreten. Jagger bekundete Interesse, sofern seine Freunde Keith Richards und Dick Taylor auch dabei sein dürften, worin Jones einwilligte. Taylor wechselte von der Gitarre zum E-Bass, und in den Hinterzimmern Londoner Pubs machten sie sich daran, ein Repertoire an Rhythm-and-Blues-Songs einzustudieren. Die Proben, an denen Brian Jones, Mick Jagger, Keith Richards, Dick Taylor und Ian Stewart sowie wechselnde Drummer, darunter Tony Chapman und Mick Avory, teilnahmen, erfolgten vor allem im Bricklayers Pub in der Nähe der Edith Grove 102, wo Jones, Jagger und Richards sowie James „Jimmy“ Phelge in Wohngemeinschaft lebten.

### Erster Auftritt und Bandname

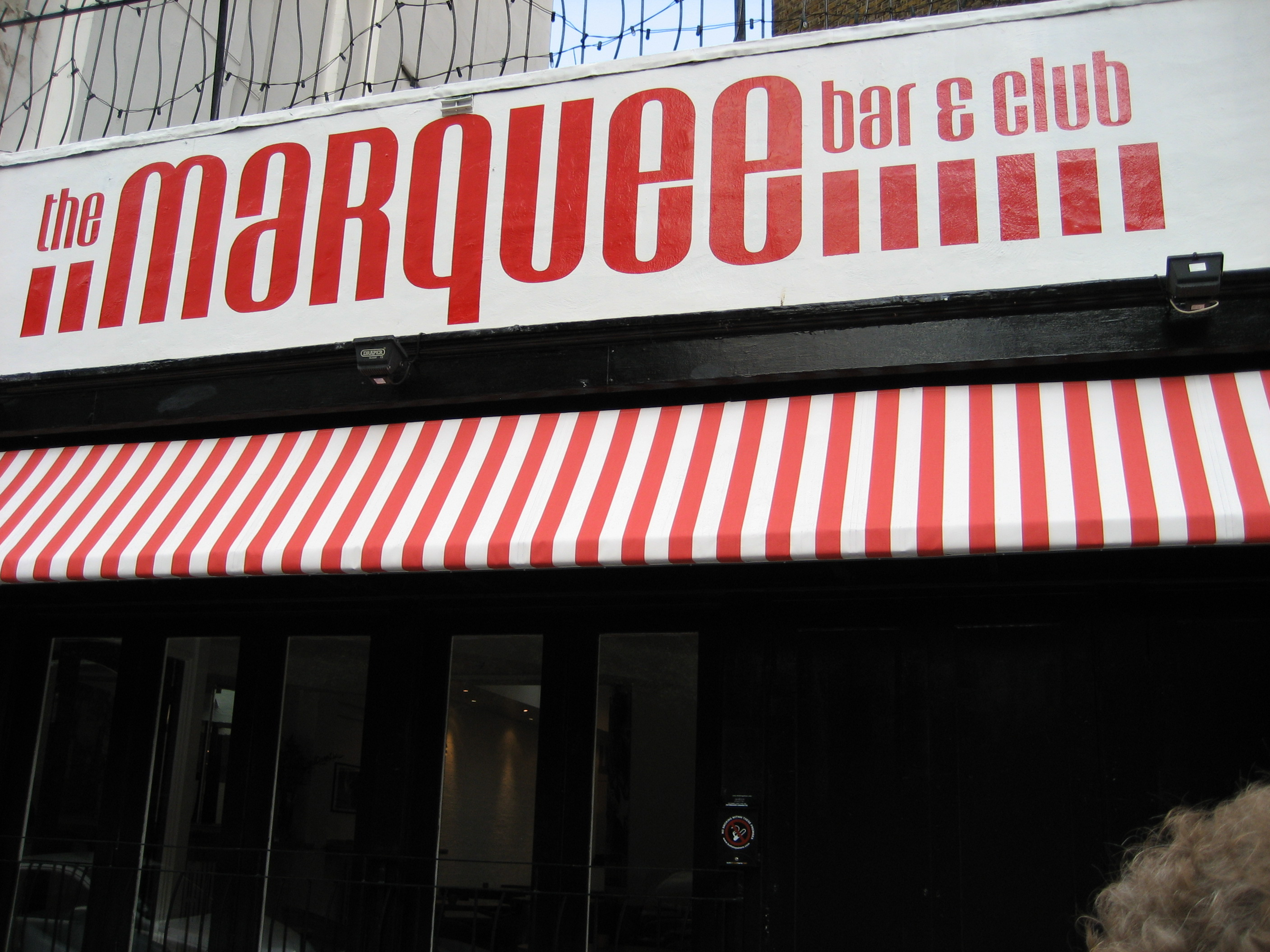
Marquee Club, Upper Saint Martins Lane, Covent Garden, London

Mittlerweile spielte Blues Incorporated zweimal wöchentlich im Marquee Club in der Londoner Oxford Street. Aufgrund von Fernsehaufnahmen bei der BBC musste die Band einen vereinbarten Auftritt absagen, und Alexis Korner vermittelte die Band um Brian Jones (mit Jagger und Richards) als Ersatz. In der Besetzung Mick Jagger (Gesang), Brian Jones (Gitarre), Keith Richards (Gitarre), Dick Taylor (Bass), Ian Stewart (Piano) und Tony Chapman oder Mick Avory (Schlagzeug) traten sie am 12. Juli 1962 erstmals unter dem Namen The Rollin’ Stones auf. Als Vorgruppe für den Bluessänger Long John Baldry spielten sie vor etwa 100 Zuschauern fünf Coversongs.
Inkonsistenzen bestehen hinsichtlich der Besetzung des Schlagzeugers. Während Bill Wyman angibt, Mick Avory (späteres Gründungsmitglied von The Kinks) sei im Marquee der Schlagzeuger gewesen, Keith Richards in seiner Autobiografie sogar ausdrücklich darauf hinweist, dass Avory und nicht wie häufig behauptet Tony Chapman diesen Part übernommen habe, und auch die Band auf ihrer offiziellen Website Avory als Schlagzeuger benennt, erklärte Avory selbst mehrfach, niemals mit den Rolling Stones aufgetreten zu sein, sondern vor dem Konzert im Marquee nur zweimal mit diesen geprobt zu haben. Die Gruppe, so Avory, sei auf der Suche nach einem Schlagzeuger gewesen, doch da er zu diesem Zeitpunkt kein Interesse an einem Einstieg in die Band hatte, habe er letztlich nicht im Marquee gespielt. Chapman jedenfalls war einer von mehreren Schlagzeugern, die 1962 mit den „Stones“ spielten, und Keith Richards bezeichnete ihn 1971 rückblickend als ihren ersten festen, jedoch schlechten Schlagzeuger, der große Schwierigkeiten gehabt habe, das Tempo zu halten.
Hinsichtlich der Auswahl des nach dem ersten Auftritt im Marquee-Club von den Musikern geführten Bandnamens The Rolling Stones (wörtlich übersetzt: ‚Die rollenden Steine‘, sinngemäß ‚Die Landstreicher/Herumtreiber‘) herrscht Uneinigkeit. Folgt man den Ausführungen des späteren Bassisten Bill Wyman, hatte sich der Bandgründer Brian Jones von der Zeile “I’m a rollin’ stone” aus dem Song Mannish Boy von Muddy Waters aus dem Jahre 1956 inspirieren lassen. Keith Richards und Dick Taylor dagegen führen die Wahl auf das ebenfalls von Muddy Waters aufgenommene Stück Rollin’ Stone (bzw. Rollin’ Stone Blues, wie der Titel u. a. auf britischen Schallplatten der 1950er Jahre heißt) zurück. Die in beiden Liedern verwendete Allegorie „rolling stone“, die je nach Kontext sowohl eine positive als auch negative Konnotation haben kann, ging aus dem englischen Sprichwort “A rolling stone gathers no moss” hervor und bezeichnet eine Person mit unstetem Lebenswandel. Zu Beginn nannte sich die Gruppe (unter Auslassung des g) noch „The Rollin’ Stones“, laut Dick Taylor aufgrund ebendieser Schreibung des Waters-Titels Rollin’ Stone Blues.
Etwa zur Zeit ihres ersten Auftritts bezogen Brian Jones, Mick Jagger und Keith Richards mit dem gemeinsamen Freund und Bluesfan James Phelge im Winter 1962 eine schäbige, heruntergekommene möblierte Wohnung in 102 Edith Grove im Stadtteil Chelsea. Während Mick Jagger zunächst weiterhin die London School of Economics besuchte, unternahmen Richards und Jones keine ernsthaften Versuche, in ein bürgerliches Leben einzusteigen: Richards brach die Schule ab, Jones kündigte seine Anstellung in einem Kaufhaus. Die Musiker widmeten sich ausschließlich der Entwicklung der Band und ihren Fertigkeiten an den Instrumenten. Jones brachte Jagger das Spiel an der Mundharmonika bei, die er nun sogar der Gitarre vorzog. Finanziell waren sie so schlecht gestellt, dass sie teilweise Lebensmittel in Supermärkten stahlen.

### Frühe Umbesetzungen und erste Erfolge (1963/64)

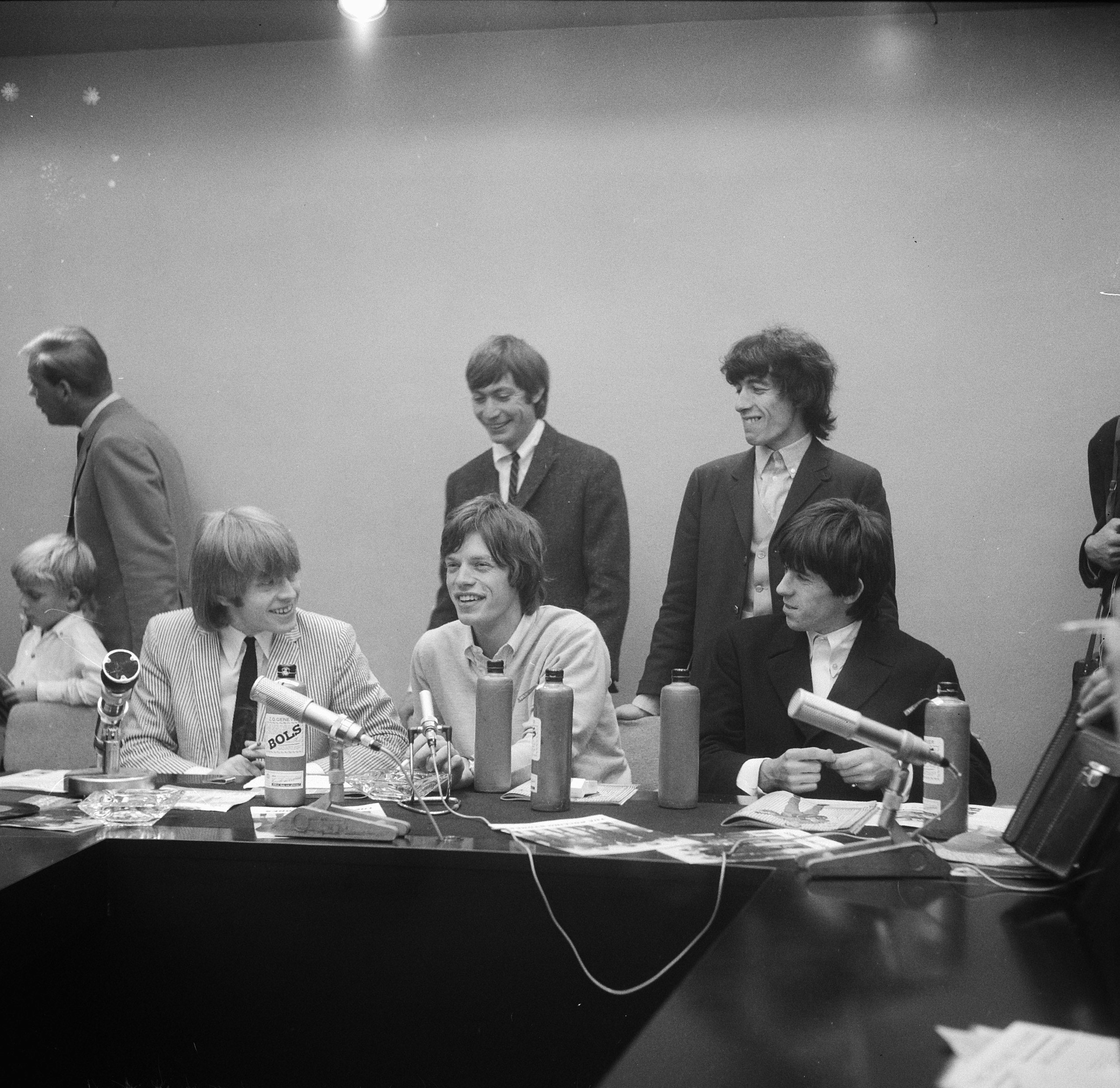
Die Rolling Stones während einer Pressekonferenz (1964)

Da Dick Taylor nicht auf eine Rolle als Bassist festgelegt sein wollte, verließ er im November 1962 die Rolling Stones. Er setzte sein Studium fort, gründete jedoch schon 1963 die Band The Pretty Things. Bevor Schlagzeuger Tony Chapman ebenfalls aus der Band ausschied, vermittelte er den 26-jährigen Bill Wyman als neuen Bassisten, der den „Stones“ am 7. Dezember 1962 offiziell beitrat. Mit seinem selbst modifizierten Vox-AC30-Gitarrenverstärker hob er den Sound der Gruppe auf eine neue Ebene. Nach dem Ausstieg Chapmans umwarb die Band den Jazz-Schlagzeuger Charlie Watts, der kurz zuvor Blues Incorporated verlassen hatte, da er sich als nicht gut genug empfand, um mit solch ausgezeichneten Künstlern zusammenzuspielen. Trotz seiner musikalischen Vorbehalte gelang es vor allem Ian Stewart, den zögernden Watts, der zunächst hauptberuflich als Grafiker weiterarbeitete, im Winter 1962 vom Einstieg in die Band zu überzeugen. Am 12. Januar 1963 traten sie erstmals mit ihrem neuen Drummer im Ealing Jazz Club auf.
Ansonsten trat die Band zunächst meist in kleinen Clubs wie Scene und Ricky Tick oder in Pubs wie Red Lion auf. Zwischen Februar und September 1963 ermöglichte dann der Impresario Giorgio Gomelsky, ein aus Georgien stammender Bluesfan, den Rolling Stones ein festes Engagement als Hausband in dem von ihm geführten „Crawdaddy Club“ im Station Hotel in Richmond. Die Gage betrug anfänglich ein Pfund Sterling pro Mitglied. Die Band, nun The Rolling Stones, coverte Songs von Chuck Berry, Muddy Waters, Jimmy Reed, Bo Diddley und Howlin’ Wolf und wurde mit ihren wilden Bühnenauftritten (mit von Gomelsky und seinem Assistenten Hamish Grimes zum Armeschwenken auf den Tischen angefeuertem Publikum) zu einer der zunehmend mehr Publikum anziehenden Livebands der Londoner Musikszene. Am 14. April 1963 besuchten die Musiker der Gruppe The Beatles, die bereits landesweite Charterfolge feiern konnten, einen Auftritt der „Stones“ im Crawdaddy Club und zwischen den Bandmitgliedern entwickelte sich ein freundschaftliches Verhältnis. Während ihres Engagements entwickelten die „Stones“ ihren eigenen, „schwarzen“ und aggressiven Sound, der sich deutlich von der Beatmusik abhob, die damals die britischen Charts dominierte. Rhythmus- und Lead-Gitarre, Harmonika und Gesang waren nicht sauber voneinander zu trennen, die Rhythmusgruppe um Charlie Watts und Bill Wyman bildete das stabile Fundament der Band.
Am 28. April 1963 besuchte Andrew Loog Oldham, der kurzzeitig für den Beatles-Manager Brian Epstein gearbeitet hatte, einen Auftritt der Rolling Stones. Er war beeindruckt und bot ihnen nach dem Konzert an, deren Manager zu werden. Jagger und Richards waren ihrerseits vom Auftreten Oldhams beeindruckt und unterzeichneten einen Vertrag. Darin wurde festgelegt, dass Oldham sich um das Image der Band kümmern sollte und er legte dem im Vergleich zu den anderen Bandmitgliedern etwas bieder wirkenden Ian Stewart nahe, die Band zu verlassen. Sein Äußeres passe nicht zum Image, das ihm für die Stones vorschwebe. Stewart blieb der Band als Tourmanager, Live- und Studiomusiker bis zu seinem Tod 1985 erhalten. Oldham gelang es, die Rolling Stones (von Mick Jagger später als „die Antwort des Südens auf die Rutles“ bezeichnet) als „böse“ Version der Beatles zu inszenieren: Auf Fotos blickten sie grimmig, trugen längere Haare und gaben sich eine Aura der Gefahr und Unnahbarkeit. Verstärkt wurde dieser Eindruck durch ihre laute, vulgäre Bühnenshow, die mit sexuellen Anspielungen aufgeladen war.
Oldham verschaffte den Rolling Stones, die im Frühjahr 1963 Blues Incorporated als führende Band der Londoner Bluesrockszene abgelöst hatten, einen Plattenvertrag bei Decca Records, die kurz zuvor noch die Beatles abgelehnt hatte. Dem Decca-Chef Dick Rowe hatte der Beatles-Gitarrist George Harrison die Rolling Stones als „gute Band“ vorgeschlagen, woraufhin Rowe die Stones im Station Hotel in Richmond, wo sie einen Auftritt hatten, aufsuchte und sie für Decca verpflichtete. Am 7. Juni 1963 erschien mit einer Coverversion von Chuck Berrys Come On auf der A-Seite und I Want to Be Loved von Willie Dixon auf der B-Seite die erste Single der Band. Das Lied Come On erreichte Platz 21 der UK-Single-Charts, und die Rolling Stones traten daraufhin das erste Mal im Fernsehen auf. Da die Band dringend einen eigenen Hit benötigte, wandte man sich an Paul McCartney, der für die Stones I Wanna Be Your Man schrieb. Aufgrund ihrer Freundschaft überließen die Beatles (bzw. John Lennon und Paul McCartney) den Stones diese Komposition, die am 1. November 1963 veröffentlicht wurde. Die zweite Single der Rolling Stones erreichte Platz zwölf der Hitparade.
Aufgrund des beginnenden Erfolgs beendeten die Rolling Stones ihr Engagement als Hausband und begaben sich zwischen dem 29. September und 3. November 1963 auf ihre erste Großbritannien-Tournee (The Rolling Stones British Tour) mit 60 landesweiten Auftritten.
Not Fade Away, eine Komposition von Norman Petty und Buddy Holly, war die nächste Single. Sie wurde am 21. Februar 1964 in Großbritannien herausgebracht und war die erste Veröffentlichung in den Vereinigten Staaten (9. März 1964). Mit The Rolling Stones wurde am 16. April 1964 die erste LP herausgegeben, die in den USA unter dem Titel England’s Newest Hitmakers am 30. Mai 1964 erschien.

### Juni 1963 bis Juni 1969: Die Jahre mit Brian Jones

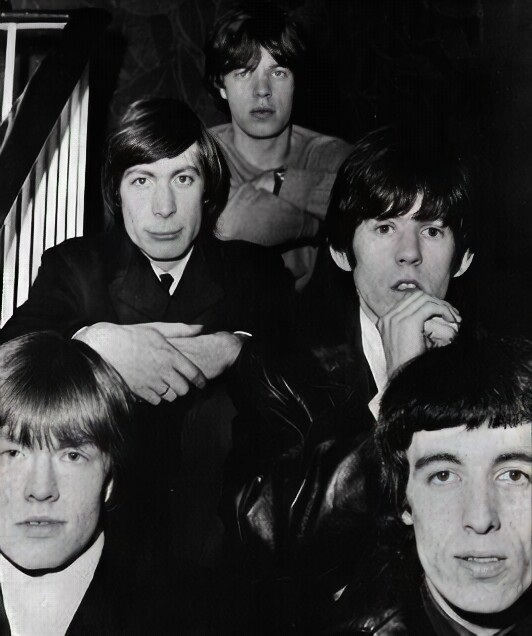
The Rolling Stones, 1965

Am 20. April 1964 hatten die Rolling Stones im Rahmen des Rose-d’Or-Festivals im Casino in Montreux ihren ersten Auftritt auf dem europäischen Festland. Neben Petula Clark und anderen Musikern waren sie die Gäste einer dort aufgezeichneten Sondersendung der britischen Fernsehreihe Ready Steady Go. Der Auftritt in der Musiksendung war zugleich der erste Fernsehauftritt der Gruppe überhaupt.
Vom 5. bis 20. Juni 1964 absolvierten die Stones ihre erste USA-Tournee, wobei sie auf dem John F. Kennedy International Airport wie zuvor im Februar The Beatles von kreischenden Fans empfangen wurden und anschließend eine Pressekonferenz gaben. Sie nahmen auch erstmals Songs in den Chess-Studios in Chicago auf und versuchten, den Sound ihrer Blues-Vorbilder einzufangen. Hier lernten sie auch ihr Idol Muddy Waters kennen, während er die Studiodecke strich. Die Hälfte der Titel auf der LP 12×5 wurde hier aufgenommen; einer dieser Songs trug den Titel 2120 South Michigan Avenue, die Adresse des Studios. Im Laufe der Jahre 1964 bis 1965 nahmen die Rolling Stones rund zwanzig weitere Songs bei Chess Records auf. Bei dieser Gelegenheit lernte Marshall Chess, der Sohn des Studioinhabers Leonard Chess, der in der Versandabteilung von Chess Records arbeitete, Mick Jagger kennen. Nach seinem Weggang von Chess Records im Jahre 1969 gründete Marshall Rolling Stones Records und war sieben Jahre lang dessen Präsident. Er half dabei, das berühmte Zungen- und Lippenlogo der Rolling Stones zu kreieren und war in den 1970er Jahren als ausführender Produzent an sieben Rolling Stones-#1-Alben beteiligt.
Zum Tourneestart wurde in den USA die Eigenkomposition Tell Me als Single veröffentlicht. Jagger und Richards benutzten als Autoren dafür erstmals das Pseudonym Nanker Phelge.
Ein Auftritt im Konzertfilm über die T.A.M.I. Show im Santa Monica Civic Center trug zum Bekanntwerden der Band in den USA bei.

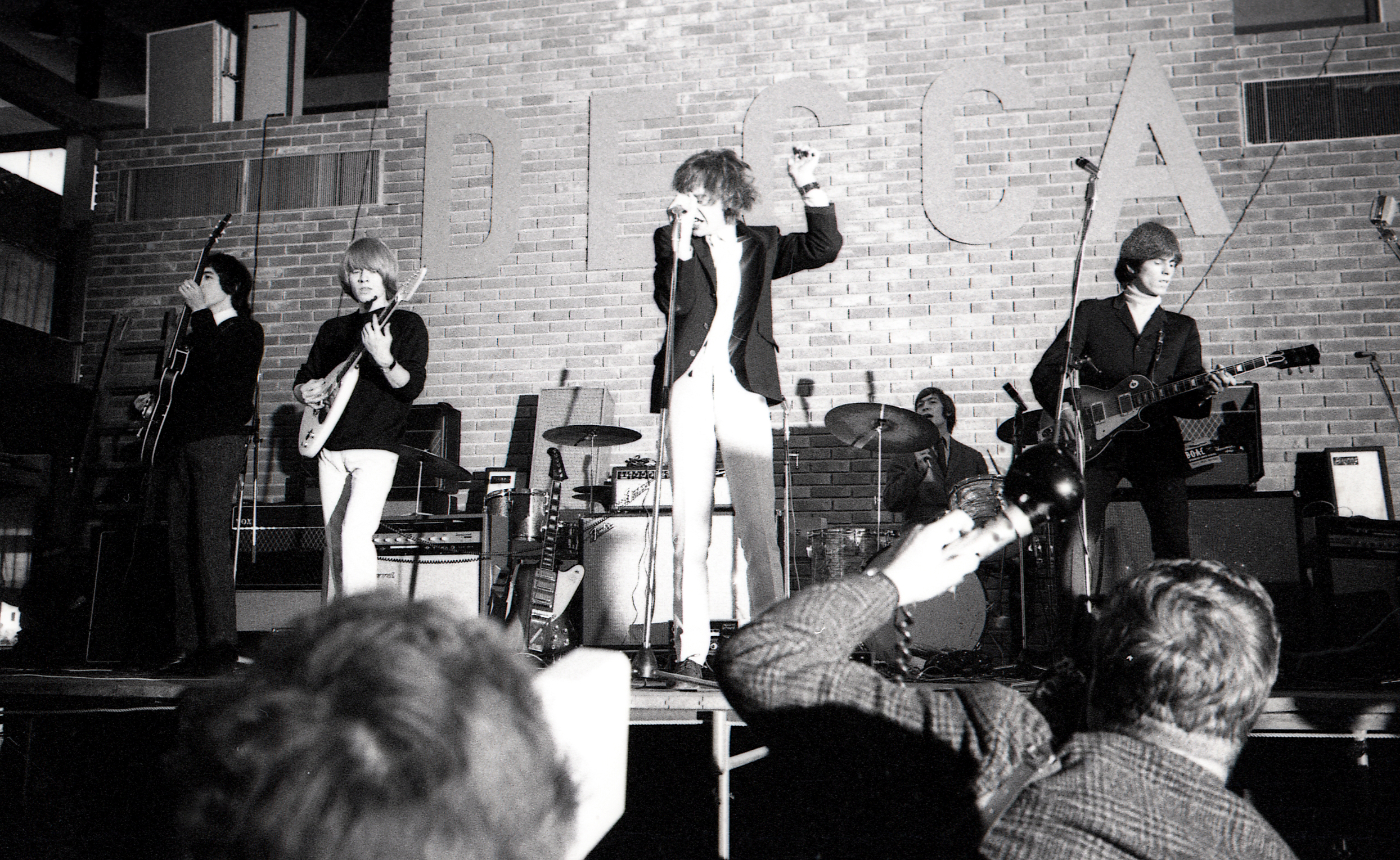
The Rolling Stones, Oslo 1965

Mit der im Juni 1964 veröffentlichten Single It’s All Over Now gelangten die Stones erstmals in Großbritannien an die Spitze der Hitparade. Eine weitere EP erschien im August 1964 unter dem Titel Five by Five mit folgenden Stücken: If You Need Me, Empty Heart, 2120 South Michigan Avenue, Confessin’ the Blues und Around and Around. In Großbritannien gab es für diese EP 200.000 Vorbestellungen.
Zu Beginn ihrer Karriere konzentrierten die Rolling Stones ihre musikalische Tätigkeit hauptsächlich auf Bühnenauftritte, um ihren Bekanntheitsgrad zu steigern. Dafür bedienten sie sich vornehmlich aus dem Repertoire US-amerikanischer Bluesmusiker wie Muddy Waters, Howlin’ Wolf, Willie Dixon, Robert Johnson, John Lee Hooker und Chuck Berry. In der amerikanischen Musiksendung Shindig trat 1964 auf Wunsch der Rolling Stones auch Howlin’ Wolf auf. Mit Bo Diddley, dessen typischer Beat ein Bestandteil des Sounds der frühen Rolling Stones war, waren sie auch auf Tour gegangen; ebenso mit Little Richard und den Everly Brothers. Aus Gründen der Vermarktung wurden Jagger und Richards von Oldham angehalten, vermehrt eigene Lieder zu verfassen. Anfangs komponierten Jagger und Richards fast ausschließlich Balladen wie As Tears Go By, das, von Marianne Faithfull gesungen, Mitte 1964 zu einem Top-10-Hit in Großbritannien wurde. Dieses Stück wurde 1965 unter dem Titel Con le mie lacrime von den Stones auch auf Italienisch eingespielt und in Italien veröffentlicht.
Die nächste Single, mit dem Bluesstück Little Red Rooster, war eine Coverversion und stammte im Original von Willie Dixon. Es ist geprägt durch das Spiel von Brian Jones auf der Slide-Gitarre und Mick Jaggers Mundharmonika. Ihr erstes selbstverfasstes Lied, das in England die Hitparade anführte, war das im Februar 1965 als Single veröffentlichte Stück The Last Time (geschrieben von Jagger und Richards), das sich allerdings an den Gospel This May Be the Last Time anlehnt, der zuerst 1954 von The Staple Singers aufgenommen worden und 1957 ein großer Hit der Blind Boys of Alabama gewesen war. Mit diesem Titel traten die Stones mit ihrem unverwechselbaren Rhythmus hervor und unterstrichen ihre Fähigkeit, R&B und Pop in attraktiver Art und Weise miteinander zu verschmelzen.
Im Mai 1965 folgte (I Can’t Get No) Satisfaction. Damit schafften die Stones den weltweiten Durchbruch (Platz 1 in Großbritannien und den USA). Mit Satisfaction schufen sie den exemplarischen Poptext schlechthin, das unverkennbare Gitarrenriff zählt zu den bekanntesten der Rockgeschichte. Im selben Jahr erreichte mit Get Off of My Cloud (Oktober 1965) ein weiteres Stück den ersten Platz in den britischen und den US-Charts.
Im Olympia in Paris gastierte die Band am 17. April 1965, am 29. März 1966 und am 11. April 1967. Während eines Aufenthalts in Irland und Nordirland, wo die Rolling Stones am 3. und 4. September 1965 in Dublin und Belfast auftraten, drehte Peter Whitehead den von Andrew Loog Oldham produzierten Dokumentarfilm Charlie Is My Darling, der im Frühjahr 1966 Premiere hatte. Am 11. September 1965 starteten die Rolling Stones ihre erste Deutschland-Österreich-Tournee. Zum Abschluss dieser Tournee kamen am 15. September 1965 22.000 Fans in die Berliner Waldbühne. Nach dem friedlichen Konzert kam es zu einer erbitterten Schlacht zwischen den Musikfans und der Polizei, bei der die Waldbühne stark verwüstet und zahlreiche S-Bahn-Waggons demoliert wurden. Die mit ursprünglich Brian Jones, später Oldham und Jaggers Freundin Chrissie Shrimpton bewohnte Wohngemeinschaft verließen Jagger und Richards 1965, um „ihr erstes eigenes Domizil“ zu beziehen.
Galten die Rolling Stones gegenüber den Beatles vornehmlich als bessere Liveband (und umgekehrt als die schlechtere Studio-Band), so wurde ihnen inzwischen auch im Texten und Komponieren eine ähnliche Qualität wie den Liverpoolern attestiert. Das Album Aftermath aus dem Jahre 1966 enthielt ausschließlich eigene Kompositionen. Die Singles des Jahres 1966 waren 19th Nervous Breakdown aus dem Februar (mit dem seine eigene „Londoner Schickimicki-Mischpoke“ entlarvenden Text von Jagger), Paint It Black (Mai) und Have You Seen Your Mother, Baby, Standing in the Shadow? (September). Im selben Jahr erhielt die Band den Silbernen Bravo Otto der deutschen Jugendzeitschrift Bravo.
Die Rolling Stones waren seit 1963 durchgehend auf Konzertreisen, verbrachten nebenher viele Tage und Nächte in Tonstudios und waren Ende des Jahres 1966 ziemlich ausgebrannt; insbesondere dem gesundheitlich angeschlagenen Brian Jones fiel es schwer, den Weg in dem vorgelegten Tempo mitzugehen. Die Jahre von 1963 bis 1967 markieren den Zeitraum, in dem sich die Stones neben den Beatles als erfolg- und einflussreichste britische Popband etablierten.

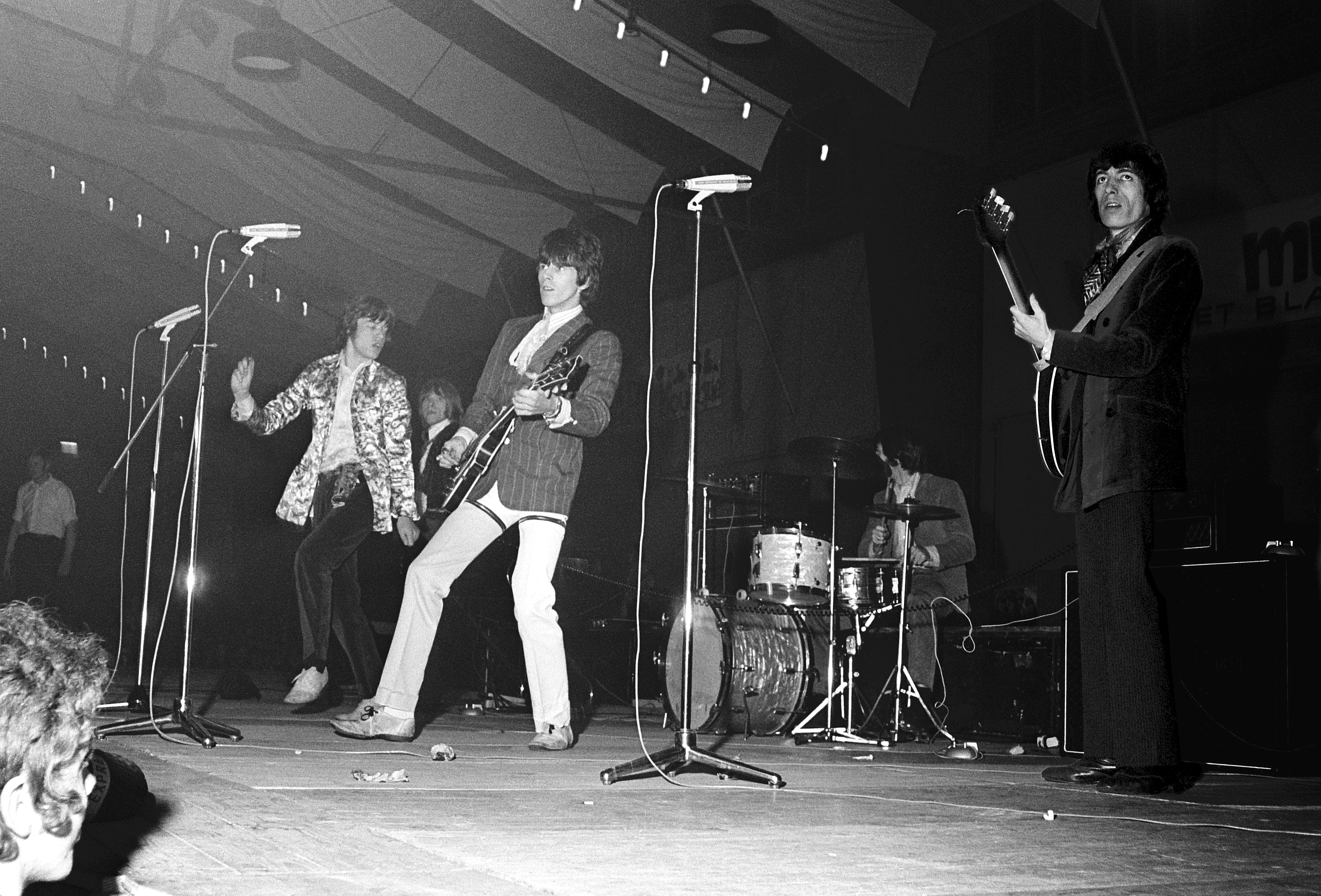
Rolling Stones, 1967

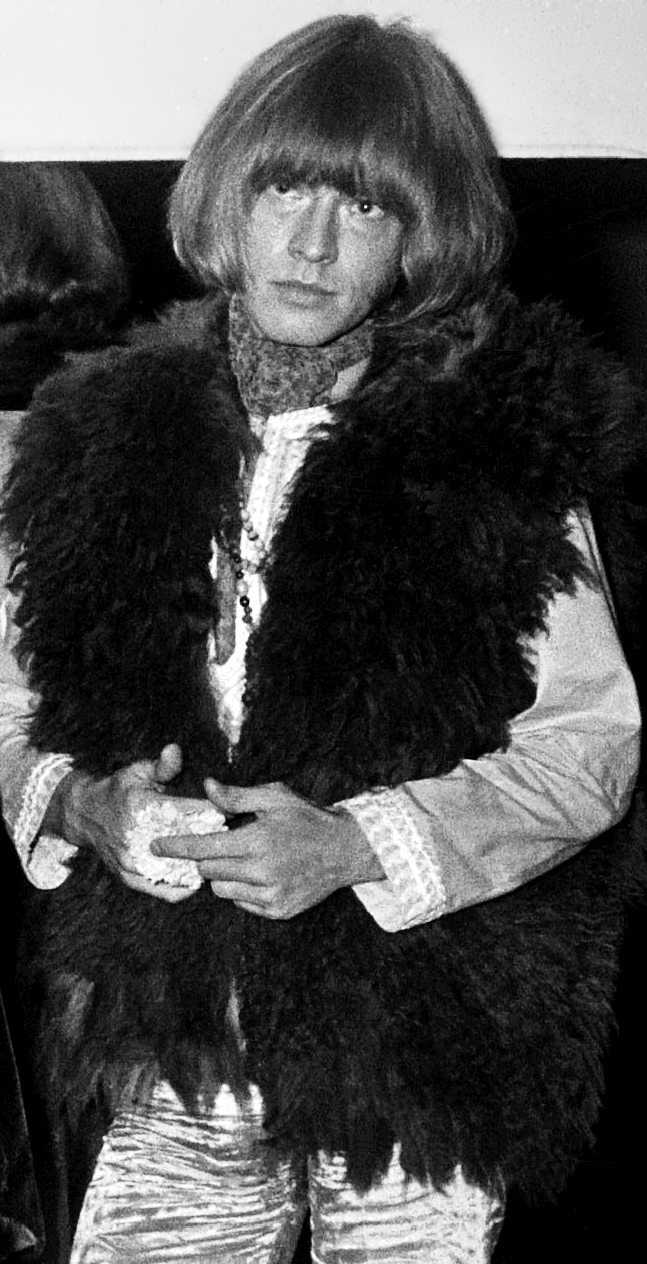
Gitarrist Brian Jones (1967)

Im Januar 1967 wurde Let’s Spend the Night Together mit der Rückseite Ruby Tuesday herausgebracht. Das im selben Monat veröffentlichte Album Between the Buttons erreichte in Großbritannien Platz 3 und in den USA Platz 2 der Charts. Die europäische Fassung enthielt die beiden Stücke nicht, stattdessen jedoch die Ballade Back Street Girl und Please Go Home. Als die Stones 1967 einen Auftritt in The Ed Sullivan Show hatten, sollten sie aus Rücksichtnahme auf die moralische Haltung der US-Amerikaner den Text der Single in “Let’s Spend Some Time Together” ändern, womit sich Mick Jagger einverstanden erklärte.
In Keith Richards’ Landhaus Redlands in Sussex fand am Wochenende 11./12. Februar 1967 eine Party statt, an der unter anderem der Fotograf Michael Cooper, der Kunsthändler Robert Fraser, der Antiquitätenhändler Christopher Gibbs, Charlie Watts, George Harrison und Pattie Boyd sowie Mick Jagger und Marianne Faithfull (in den Medien zu dieser Zeit auch „Miss X“ genannt) teilnahmen (Zum Gefolge der Rolling Stones sollen Drogenhändler, radikale Aktivisten wie „Michael X“ und Schläger aus dem Umfeld der Kray-Zwillinge gehört haben). Der Rolling-Stones-Biograf Tony Sanchez (genannt „Spanish Tony“) soll dabei als Drogenkurier fungiert haben. Nachdem Harrison und Boyd die Party verlassen hatten, fand eine Razzia statt. Bei Jagger fand man in England verbotene Amphetamine, die ein Arzt während eines Aufenthaltes in Italien seiner Freundin Marianne Faithfull verschrieben hatte. Richards wurde wegen Duldung des Konsums von Rauschmitteln in seinem Haus angeklagt. Beiden drohten mehrjährige Haftstrafen.
Aufgrund eines vom Herausgeber der Times William Rees-Mogg verfassten Zeitungsartikels (Who breaks a butterfly on a wheel?) schlug die Meinung um, sodass lediglich Geldstrafen ausgesprochen wurden. Mick Jagger verbrachte zu Beginn der Ermittlungen eine Nacht im Gefängnis. Die Rockband The Who zeigte sich solidarisch, indem sie die Stones-Songs The Last Time und Under My Thumb aufnahm und als Single veröffentlichte. Im Mai 1967 wurde Brian Jones verhaftet; bei ihm fand die Polizei Tabletten, Marihuana und Kokain-Spuren. Mit der Auflage, sich in professionelle Hilfe zu begeben, wurde er gegen eine Kaution freigelassen.
Zwischen den Verhaftungen und Gerichtsverhandlungen bis zum Drogenmissbrauchsprozess im Juni 1967 in Chichester gingen die Stones auf eine weitere Europa-Tournee (25. März bis 17. April 1967), in deren Verlauf sie zum zweiten Mal in Deutschland und Österreich sowie zum ersten Mal im Rahmen einer Tournee auch in der Schweiz auftraten. Beim Konzert in Zürich zertrümmerten Vandalen das Mobiliar. Stücke, die auf den US-Veröffentlichungen von Aftermath und Between the Buttons nicht enthalten waren, drei neue Lieder (My Girl, Ride on Baby und Sittin’ on a Fence) sowie einige Singles befinden sich auf dem Album Flowers, das im Juli 1967 herausgegeben wurde.
Im August 1967 veröffentlichten die Stones We Love You („Wir lieben Euch“). Der Song beginnt mit Schritten und dem Geräusch einer zufallenden Gefängniszellentür sowie einem Piano-Intro von Nicky Hopkins, der bis 1981 regelmäßig Teil der Bandbesetzung wurde. John Lennon und Paul McCartney wirkten im Backgroundchor mit. Offiziell wurde verkündet, dass es sich bei dem Song um einen Dank der Stones an ihre Fans handele. Wahrscheinlich verhöhnten sie mit We Love You jedoch wohl eher die einschlägige Boulevardpresse, die sich an den Razzien und Verhaftungen ergötzte. Beeinflusst von Sgt. Pepper’s Lonely Hearts Club Band der Beatles und dem Zeitgeist folgend nahmen die Stones ein psychedelisch geprägtes Album auf: Their Satanic Majesties Request (Dezember 1967).
Jumpin’ Jack Flash, erschienen im Mai 1968, wurde ein weiterer Hit für die Stones. Ende 1968 wurde Beggars Banquet veröffentlicht. Die LP enthält Country Blues, Rhythm and Blues und Rock. Im Dezember 1968 fand in London der Rolling Stones Rock and Roll Circus statt. Es handelte sich dabei um eine Show, die für das Fernsehen aufgezeichnet wurde. Zum R&R-Circus luden die Stones unter anderem John Lennon, Eric Clapton, The Who, Jethro Tull und Taj Mahal ein. Die Show wurde durch Feuerschlucker und Artisten ergänzt. Die Rolling Stones entschieden sich gegen die Ausstrahlung der Sendung, da sie mit ihrem eigenen Auftritt nicht zufrieden waren. Erst 1995 wurde das Projekt auf CD und DVD veröffentlicht.
Aufgrund der persönlichen Probleme von Jagger, Richards  und insbesondere Brian Jones, der infolge seines starken Drogenkonsums schon länger körperlich in keiner guten Verfassung mehr war, hatten die Stones bereits seit 1967 kein Konzert mehr gegeben. Der vorbestrafte Jones verließ die Band, die bereits mit Mick Taylor einen Ersatz gefunden hatte, am 8. Juni 1969 auf Drängen von Jagger und Richards. Er erhielt eine Abfindung und plante, eine neue Band zu gründen, doch dazu kam es wegen seines unerwarteten Todes wenige Wochen später nicht mehr.

### Juli 1969 bis 1974: Die Jahre mit Mick Taylor
Am 3. Juli 1969 ertrank Brian Jones unter bis heute ungeklärten Umständen in seinem Swimming-Pool.
Die offizielle Todesursache lautet nach den damaligen Ermittlungen „Tod durch Unfall“.
Immer wieder kamen seitdem Gerüchte um einen gewaltsamen Tod auf; unter anderem führen verschiedene Publikationen angebliche Indizien an, denen zufolge der von Brian Jones beschäftigte Bauleiter Frank Thorogood unter Verdacht geriet, Jones umgebracht zu haben.

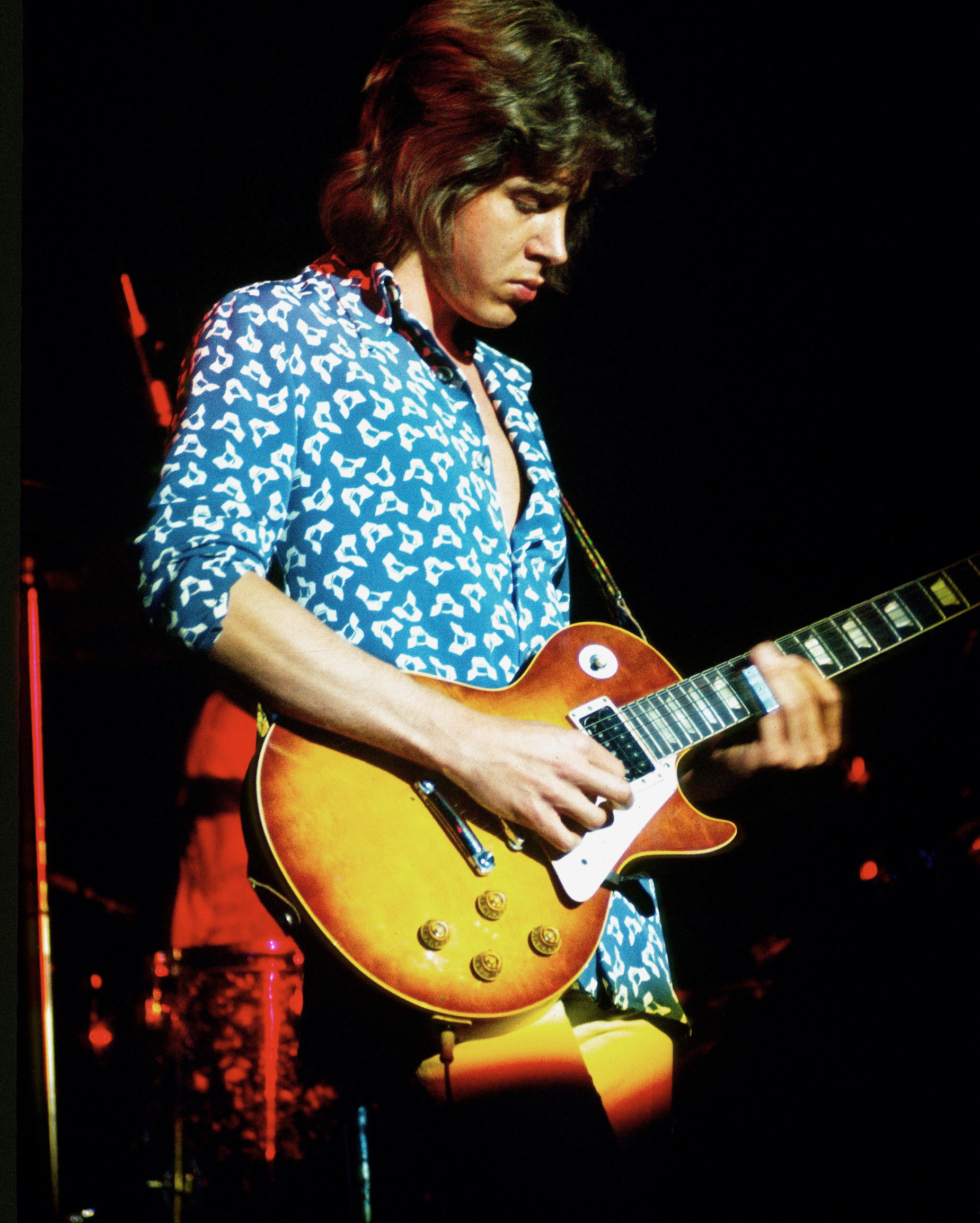
Mick Taylor, San Francisco 1972

Das zwei Tage später zur Einführung des neuen Gitarristen Mick Taylor – er kam von John Mayalls Bluesbreakers – geplante Free Concert im Londoner Hyde Park wurde zur Gedenkveranstaltung für Jones. Vor etwa 250.000 Menschen trug Jagger im Gedenken an ihn das Gedicht Adonais, eine Totenklage für John Keats von Percy Bysshe Shelley, vor, ließ hunderte von Schmetterlingen in die Nachmittagssonne aufsteigen und sang zum ersten Mal live den neuen Nummer-eins-Hit der Stones: Honky Tonk Women. Das Konzert und zugleich das bis dahin größte Rockevent Großbritanniens am 5. Juli 1969 wurde organisiert von Blackhill Enterprises, Stage-Manager war Sam Cutler, der die Stones als „the greatest rock & roll band in the world“ ankündigte, was während der nachfolgenden 1969er US-Tour beibehalten wurde und der Band als Etikett bis heute anhängt. Nachdem sie im Oktober noch in der Villa Oriole House von Stephen Stills im Laurel Canyon gewohnt und geprobt hatten, zogen sie nach Burbank auf das Warner-Brothers-Gelände um, wo sie zur Vorbereitung ihrer von Cutler organisierten USA-Tour eine große Halle bezogen.
Im November 1969 wurde Let It Bleed als Nachfolgealbum von Beggars Banquet veröffentlicht. Im selben Monat begann nach zweieinhalbjähriger Bühnenabstinenz eine erfolgreiche USA-Tournee, zu der die Stones von Los Angeles aus starteten. Die Tournee begann in Colorada, wo Mick Taylor die zweite Gitarre, Bobby Keys, der die Stones seit ihrer ersten US-Tournee 1964 kannte, Saxophon spielte und Cutler die Gruppe als „größte Rock 'n' Roll-Band der Welt“ ankündigte. Das Album Get Yer Ya-Ya’s Out! beinhaltet Live-Aufnahmen dieser Tournee aus New York. Die Eindrücke dieser Tournee wurden durch die Ereignisse auf dem nordkalifornischen Altamont Free Concert vom 6. Dezember 1969 getrübt. Bei diesem kurzfristig umorganisierten Konzert, zu dem etwa 300.000 Menschen kamen und an dem auch Jefferson Airplane, Santana, Crosby, Stills, Nash & Young und die Flying Burrito Brothers teilnahmen, starben vier Menschen. Der 18-jährige Meredith Hunter wurde von einem der als Ordner engagierten Hells Angels direkt vor der Bühne, in Notwehr, erstochen. Er soll mit einer Pistole in Richtung der Bühne gezielt haben. Dieser Vorfall wird im Rückblick als ein Wendepunkt in der Geschichte der überwiegend friedvollen Love-and-Peace-Generation betrachtet. Seither ist es bei vielen Konzertveranstaltungen üblich geworden, diese durch Security-Personal zu sichern. Ein Film über die am 26. Juli im Madison Square Garden in New York endenden USA-Tournee wurde durch Albert und David Maysles gedreht und kam unter dem Titel Gimme Shelter in die Kinos.
Zu Beginn der 1970er lief der Plattenvertrag der Band mit Decca Records aus, gleichzeitig trennten sie sich von ihrem Manager Allen Klein, laut Paul McCartney „ein New Yorker Gauner, der nach London gekommen war und den Rolling Stones eingeredet hatte, er sei der richtige Mann für sie. Vorher hatte er das auch schon Sam Cooke erklärt.“ Die Rechtsstreitigkeiten über die Vertragsauflösung mit ihm zogen sich in der Folge über viele Jahre hin. Tatsächlich waren die Rolling Stones in dieser Zeit finanziell schlecht gestellt, da Decca die Rechte an allen bis dahin veröffentlichten Stücken besitzt. Finanzberater der Rolling Stones war der Privatbankier Rupert Prinz zu Löwenstein, den Jagger in London über seine gesellschaftlichen Beziehungen kennengelernt hatte. Aufgrund der ab Frühjahr drohenden hohen Steuerbelastungen in Großbritannien, falls die Musiker sich mehr als 90 Tage pro Jahr in England aufhalten würden, verlegten die Musiker auf Anraten Löwensteins ihre Wohnsitze nach Südfrankreich und gründeten ihr eigenes, mit Hilfe von Marshall Chess (Sohn von Leonard Chess) aufgebautes Plattenlabel Rolling Stones Records – mit der inzwischen weltbekannten roten Zunge als Markenzeichen, die entgegen landläufiger Meinung nicht von Andy Warhol, sondern von John Pasche entworfen wurde. Auf die Idee mit dem Zungen-Motiv kam Sänger Mick Jagger, der von einer Darstellung der hinduistischen Gottheit Kali inspiriert wurde, die aus ihrem Mund eine rote Zunge herausstreckt. Die Stones-Zunge, die ein Symbol der Rebellion und des Anti-Establishments ist, wurde zum ersten Mal 1971 auf der Innenhülle des von Kritikern gelobten Albums Sticky Fingers veröffentlicht. Im Laufe der Jahre sollten diverse Abwandlungen des ursprünglichen Designs zum Einsatz kommen. Durch das eigene Plattenlabel wurde eine größere Unabhängigkeit von den großen Plattenfirmen erreicht und die Rechte aller folgenden Veröffentlichungen lagen bei der Band selbst, wodurch sich die finanzielle Lage der fünf Musiker, vor allem aber der beiden Songschreiber Jagger und Richards, schnell verbesserte.
Für neue Impulse sorgte der mittlerweile fest in die Band integrierte Mick Taylor. Die fünf Jahre, in denen er Mitglied der Band war, gelten heute vielfach als die musikalisch beste Phase der Rolling Stones.
Im Keller der von Keith Richards gemieteten Villa Nellcôte im südfranzösischen Villefranche-sur-Mer begannen wenig später die Aufnahmen zum Doppelalbum Exile on Main St, das im folgenden Jahr in Los Angeles fertiggestellt und veröffentlicht wurde. Von Kritikern zunächst geringgeschätzt, erlangte dieses Album später allgemeine Anerkennung als eines der besten Rolling-Stones-Alben. Das amerikanische Musikmagazin Rolling Stone führt es auf Platz sieben seiner Liste der 500 besten Alben der Musikgeschichte. Die Berichte über die Entstehung des Albums im Exil, die Aufnahmebedingungen und Gerüchte rund um das Leben in Nellcôte trugen zur Mythosbildung um die Band bei.
Die Tourneen der Jahre 1972 (Nordamerika) und 1973 (Europa, Australien, Asien) knüpften an den Erfolg des Doppelalbums an. Auf der bis 26. Juli 1972 absolvierten Nordamerika-Tournee (genannt auch S.T.P. für „Stones Touring Party“) wurde in den texanischen Städten Fort Worth und Houston der mit Quadrophonietechnik aufgenommene Konzertfilm Ladies and Gentlemen, the Rolling Stones gedreht. Er kam am 1. März 1974 in die Kinos. Ein anderer, von Mick Jagger in Auftrag gegebener Film, Robert Franks Dokumentation Cocksucker Blues, wurde nicht für das breite Publikum veröffentlicht, da er das Tourneeleben ungeschminkt mit Sex- und Drogenszenen zeigt und die Band fürchtete, er könnte zukünftige Einreisen in die USA gefährden. Jagger ging deshalb vor Gericht, mit dem Resultat, dass der nach Jaggers nie veröffentlichter Decca-Single mit einer akustischen Folknummer benannte Film laut Urteil nur wenige Male jährlich in Anwesenheit des Regisseurs vorgeführt werden darf. Ein Teil des Filmmaterials von Cocksucker Blues wurde für Ladies and Gentlemann, the Rolling Stone verwendet. Eine geplante Reportage (It Will Soon Be Here) über die von ihm bei ihrer USA-Tournee 1972 begleiteten Rolling Stones für den Rolling Stone bzw. (von Century Fox verfilmter) Roman über die Stones (Erhörte Gebete) von Truman Capote kamen nicht zustande.
Am 18. Januar 1973 gaben die Stones im Forum in Inglewood (Kalifornien) ein Benefizkonzert für die Opfer des Erdbebens 1972 in Nicaragua.
Da Keith Richards wegen Drogen in Konflikt mit dem Gesetz geraten war, verbot die französische Regierung den Rolling Stones während ihrer Europa-Tournee die Einreise nach Frankreich. Die Band gab daraufhin am 17. Oktober 1973 eines von zwei Konzerten in Brüssel speziell für die französischen Fans. Diese konnten mittels von RTL Radio gemieteten Sonderzügen in die belgische Hauptstadt reisen. Für ein Live-Album erstellte Aufnahmen der beiden Auftritte erschienen offiziell erst im November 2011 unter dem Titel The Brussels Affair ’73. Zuvor kursierten Aufzeichnungen davon nur als weit verbreitete Raubpressung.
Zur Tournee 1973 war das unter anderem in Jamaika entstandene Album Goats Head Soup mit dem weltbekannten Hit Angie, erschienen. Das Folge-Album It’s Only Rock ’n Roll (1974) war das erste Album, das Mick Jagger und Keith Richards unter dem Pseudonym The Glimmer Twins produzierten. An der Idee für das titelgebende Lied war Ron Wood, Mitglied der Faces, beteiligt, in dessen Haus auch die erste Version des Stücks aufgenommen wurde und der zur letztlich veröffentlichten Fassung Akustik-Gitarre und Begleitgesang beisteuerte.
Ron Wood sollte schon bald darauf eine noch wesentlich größere Rolle in der Bandgeschichte spielen, da Mick Taylor im Dezember 1974 die Gruppe verließ und Wood zu seinem Nachfolger wurde.

### 1975–1982: Die ersten Jahre mit Ron Wood

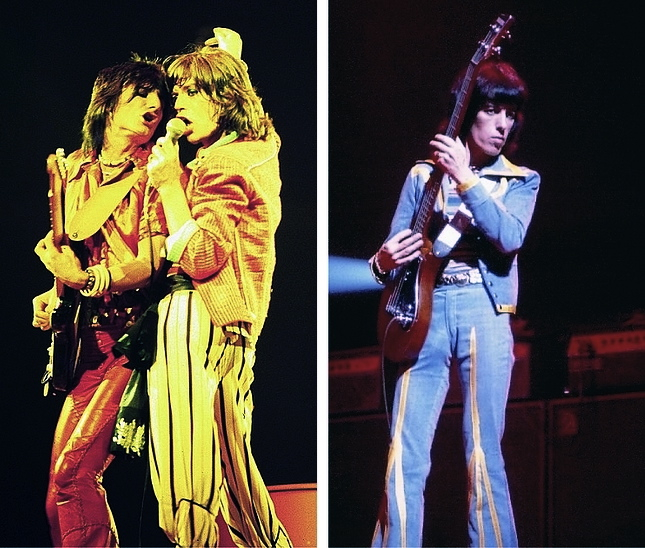
v. l. n. r.: Ron Wood und Mick Jagger sowie Bill Wyman, Stadium in Chicago, 1975

Erstmals stand Ron Wood mit den Rolling Stones 1975 während einer aufwendig gestalteten USA-Tournee auf der Bühne, wo er sie zunächst noch als Gastgitarrist unterstützte. Das von Zuhörern als uninspiriert empfundene Auftreten der Rolling Stones nährte Gerüchte über eine Auflösung der Band.
Das letzte von fünf Konzerten im Forum in Inglewood bei Los Angeles, das am 13. Juli 1975 stattfand, wurde im April 2012 als Download-Album L.A. Friday (Live 1975) veröffentlicht. Auch der Konzertfilm L.A. Forum (Live in 1975) von 2014 zeigt einen dieser fünf Auftritte.
Ron Woods Integration verlief gut:

„Mit Mick (Taylor) waren die Fronten insoweit abgesteckt, als er für die Soli zuständig war und ich die Rhythmus-Gitarre spielte. Bei Ronnie ist das anders, wir können uns gegenseitig zuspielen.“

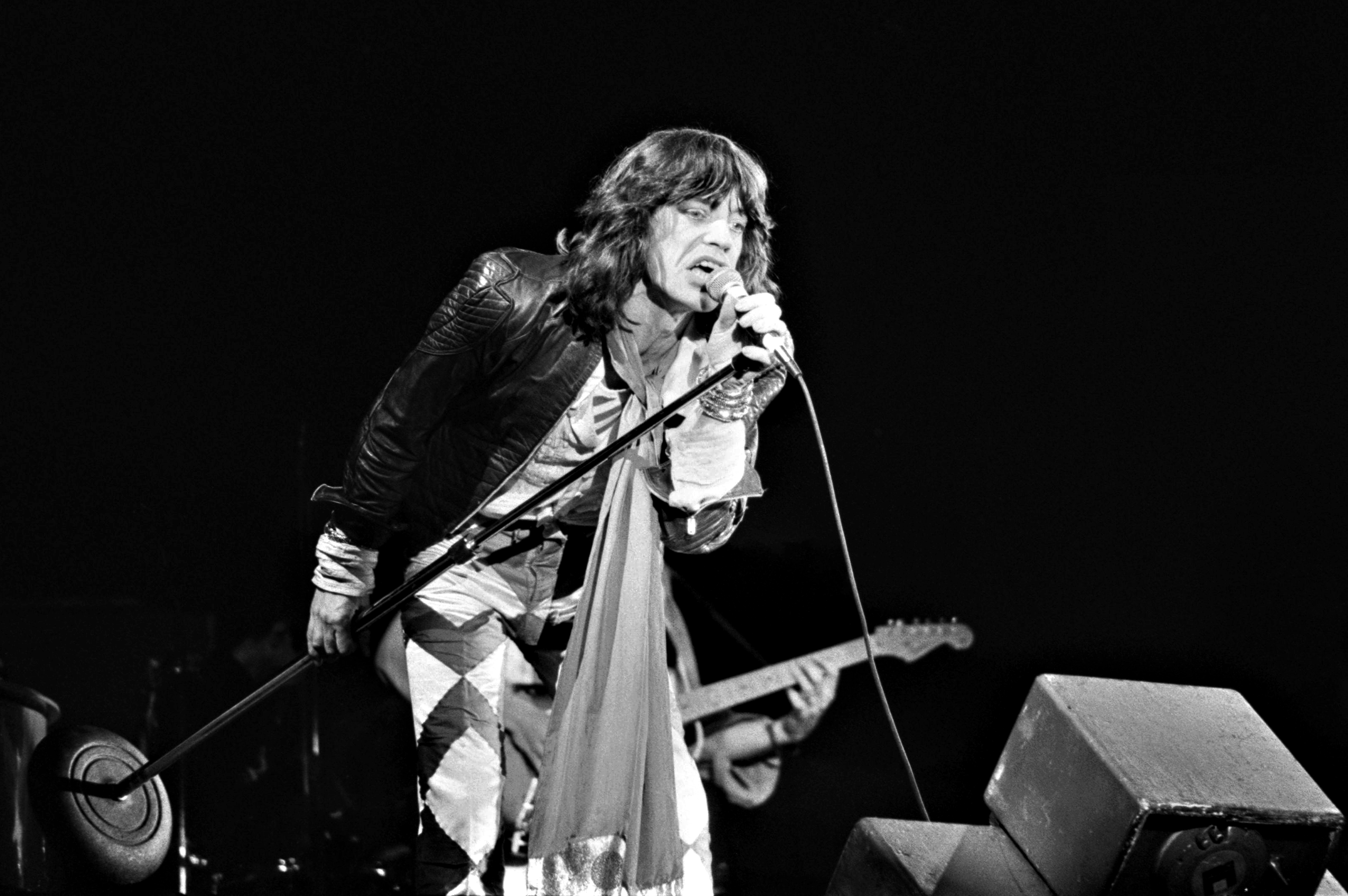
Mick Jagger, Den Haag 1976

An dem bei der Europa-Tournee der Stones im Jahr 1976 promoteten neuen Album Black and Blue wirkte Wood erstmals als Bandmitglied mit. Black and Blue und die vorherigen Alben Goats Head Soup und It’s Only Rock ’n’ Roll bezeichnete der Musikkritiker Robert Palmer als „einziges langatmiges Machwerk“.
Die Stones fielen seit Ende der sechziger Jahre als Band nicht nur durch ihre Musik auf, sondern auch durch ihre Skandale. Besonders Keith Richards machte durch seinen Drogenkonsum von sich reden. Er lebte damals in einer Beziehung mit dem Fotomodell Anita Pallenberg, die wie er heroinabhängig war, und als einflussreiche Muse der Band galt. 1977 wurde Richards in Toronto (Kanada) wegen Drogenbesitzes verhaftet. Im Zusammenhang mit dem anschließenden Prozess, bei dem ihm bis zu sieben Jahre Haft drohten, sagte er sich vom Heroin los. Er wurde zu einer Geldstrafe verurteilt und gab 1979 aufgrund einer Auflage des Gerichts zugunsten einer Blindenstiftung, des Canadian National Institute for the Blind (CNIB), ein Gratiskonzert in Oshawa mit der eigens dafür zusammengestellten Band New Barbarians und mit den Rolling Stones.
Am 4. und 5. März 1977 spielten die Stones zwei Geheimkonzerte vor 300 Zuschauern im Nachtclub El Mocambo in Toronto, wo Margaret Trudeau die Nähe der Stones suchte. Die Aufnahmen aus diesen Auftritten erschienen auf dem Livealbum Love You Live und  im Mai 2022 als Livealbum Live at the El Mocambo 1977.
Auf Black and Blue folgten die Studioalben Some Girls (1978), Emotional Rescue (1980) und Tattoo You (1981) mit anschließenden Tourneen. Die Konzerte fanden zumeist nur noch in Stadien statt.
1978 tourten die Stones vom 10. Juni bis zum 26. Juli durch die USA. Ein Konzert, das am 18. Juli im Will Rogers Memorial Center in Fort Worth (Texas) stattfand, wurde unter der Regie von Lynn Lenau Calmes filmisch festgehalten. Der Film erfuhr aber erst 2011 unter dem Titel Some Girls – Live In Texas ’78 seine Veröffentlichung im Kino sowie auf DVD und Blu-ray, letzteres auch zusammen mit dem gleichnamigen Live-Album beziehungsweise Soundtrack.

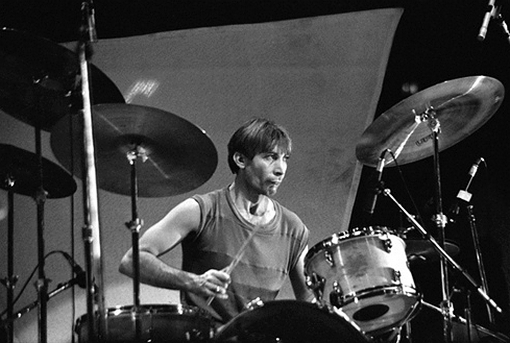
Charlie Watts, Rupp Arena in Lexington (Kentucky), 1981

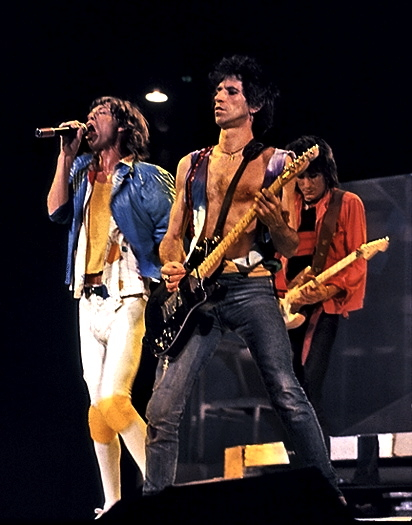
V. l. n. r.: Mick Jagger, Keith Richards und Ron Wood, Lexington (Kentucky) 1981

Vom 25. September bis zum 19. Dezember 1981 absolvierten die Rolling Stones die bis dato größte und erfolgreichste Tournee in der Musikbranche; über 2 Millionen Besucher bescherten den Stones einen Verdienst von etwa 50 Millionen Dollar. Das im Juni 1982 veröffentlichte Album Still Life enthält Aufnahmen dieser Tournee. Dokumentiert wurde das Konzertereignis auch für das Kino: Hal Ashby ließ Konzerte der Tournee filmen. Der Film erschien in Deutschland unter dem Titel Rocks Off; in den USA unter dem Titel Let’s Spend the Night Together. Enthalten sind Aufnahmen der Konzerte im Sun Devil Stadium in Tempe (Arizona) und in der Brandan Byrne Arena im Meadowlands Sports Complex in East Rutherford (New Jersey).
Ein an Keith Richards’ 38. Geburtstag am 18. Dezember 1981 im Coliseum in Hampton (Virginia) gegebenes Stadionkonzert wurde im Fernsehen live als eine der ersten Pay-per-View-Sendungen übertragen.
Die Aufnahme enthält eine Szene, in der ein junger männlicher Konzertbesucher während des Songs (I Can’t Get No) Satisfaction über die Bühne rennt und sich dabei Mick Jagger und Keith Richards bis auf wenige Schritte nähert. Richards unterbricht sein Gitarrenspiel, um den Mann mittels eines Schlages mit der von ihm genutzten Fender Telecaster aufzuhalten. Die Gitarre trifft den Mann möglicherweise, jedoch in der Bildaufzeichnung nicht eindeutig erkennbar, am Oberkopf, als dieser versucht dem Instrument auszuweichen. Nach einem kurzen Handgemenge setzt Richards das Konzert mit eben jener Telecaster fort und der flüchtende Mann wird vom Bühnen- oder Sicherheitspersonal eingeholt.
Keith Richards begründete sein Eingreifen später damit, dass er den Konzertbesucher in ihm unklarer Absicht auf Mick Jagger habe zusteuern sehen, weshalb er den Sänger vor einem möglichen körperlichen Angriff habe schützen wollen.
Das 1981 aktuelle Studioalbum Tattoo You ist mit den Titeln Start Me Up, Hang Fire, Little T&A, Black Limousine, Neighbours und Waiting On a Friend vertreten. Im Februar 2012 wurde eine Aufnahme des Konzerts als Download-Musikalbum Hampton Coliseum (Live 1981) veröffentlicht. Die Fernsehaufzeichnung selbst erschien im Oktober 2014 erstmals auf DVD und Blu-ray.

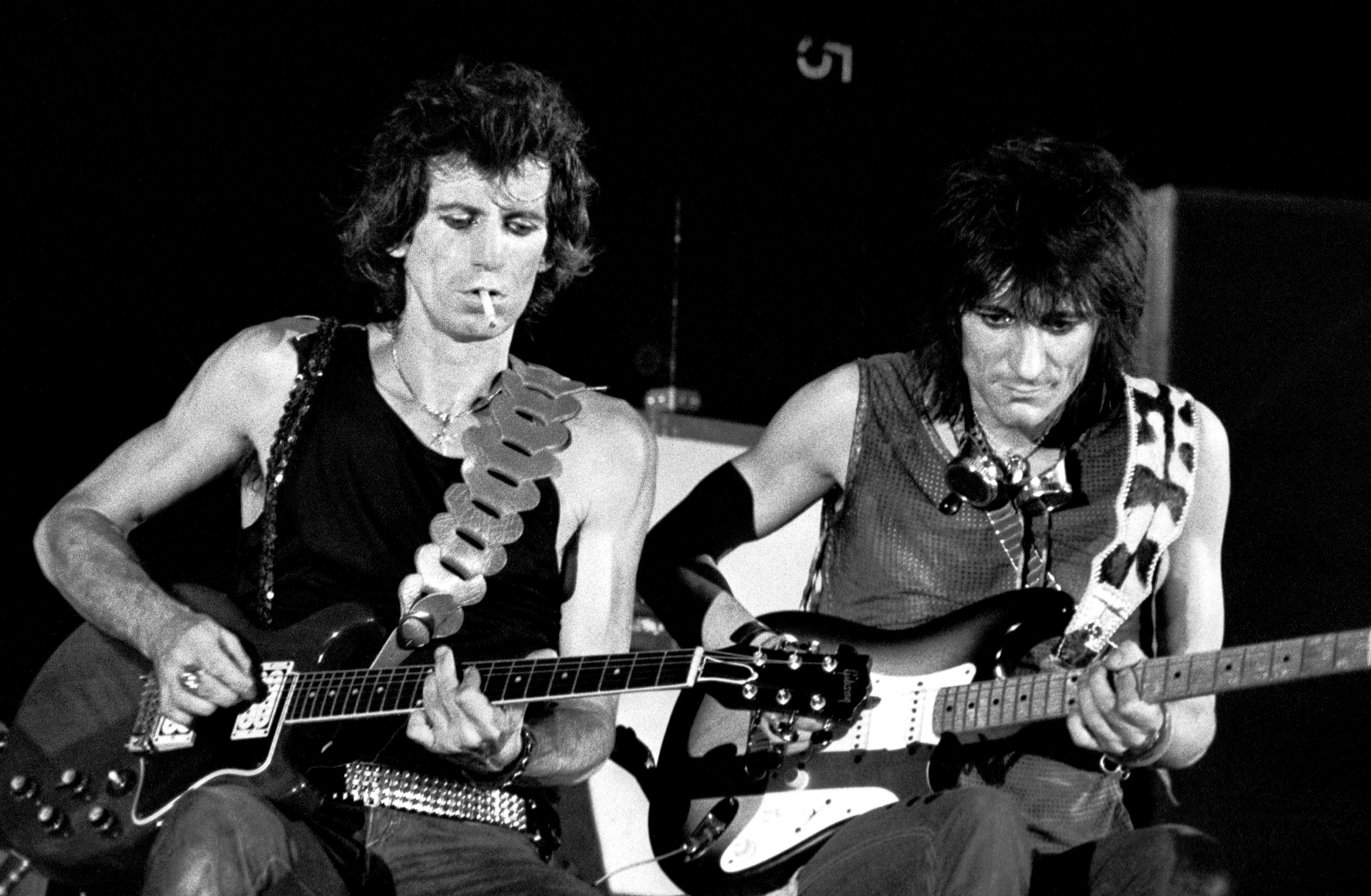
Keith Richards (l.) und Ron Wood (r.), Turin 1982

Im Sommer 1982 gab es erstmals seit 1976 auch wieder Auftritte der Band in Europa. Die Konzerte fanden nun auch in Europa erstmals, bis auf die Konzerte in Frankfurt am Main und Berlin, ausschließlich in Fußballstadien statt. Die Tournee war äußerst erfolgreich (die Karten für die sechs Konzerte in Deutschland waren binnen eines Tages verkauft, sodass zusätzliche Konzerte stattfanden) und stellte auch in Bezug auf die Zuschauerzahlen neue Bestmarken auf.
Eine Tonaufzeichnung des letzten Konzerts der Tournee, das die Rockgruppe am 25. Juli 1982 in Leeds gab, wurde im November 2012 als Download-Album Live at Leeds – Roundhay Park 1982 veröffentlicht.

### 1983–1988: Differenzen zwischen Mick Jagger und Keith Richards
In den 1980ern kam es zu massiven Spannungen innerhalb der Band aufgrund von Differenzen zwischen Keith Richards und Mick Jagger, der partout nicht mit den Stones touren wollte (weder zur 1983 veröffentlichten LP Undercover noch anlässlich der 1986er Veröffentlichung Dirty Work), da er sich seiner Solo-Karriere widmen wollte. Zudem hatten zu jener Zeit Richards und vor allem Schlagzeuger Charlie Watts erhebliche Probleme mit Drogen und Alkohol. Laut Jagger habe Watts es seinerzeit „in jeder Hinsicht“ übertrieben.
So veröffentlichte Jagger die Alben She’s the Boss (Februar 1985) und Primitive Cool (September 1987) und machte sich auch mit darauffolgenden Konzerten selbständig, in deren Verlauf er allerdings hauptsächlich Stones-Stücke spielte, was Richards entsprechend in Rage brachte. Das offensichtliche Vorhaben Jaggers, auch als Solokünstler zum Superstar zu werden, ließ sich nicht umsetzen.
Wohl auch aus Trotz begab sich Keith Richards ins Tonstudio, um mit einigen befreundeten Musikern (unter anderem Steve Jordan und Ivan Neville) sein erstes Soloalbum aufzunehmen, das unter dem Titel Talk Is Cheap am 3. Oktober 1988 erschien. Mit den X-Pensive Winos ging er im November/Dezember 1988 auf eine Tournee durch elf Städte in den USA, wo er fast ausschließlich seine Solosongs spielte (Ausnahmen zum Beispiel Happy und Before They Make Me Run).
Vor Veröffentlichung des Albums Dirty Work (März 1986) unterzeichneten die Stones bei CBS-Records einen neuen Vertrag, der ihnen 25 Millionen Dollar einbrachte. Die meisten Songs auf Dirty Work klingen schroff und manches gewollt unfertig. Richards übernimmt bei zwei Liedern den Gesang (Sleep Tonight und Too Rude). Zum Gedenken an den 1985 verstorbenen Ian Stewart ist am Ende der zweiten Seite eine 30 Sekunden lange Aufnahme zu hören, in der dieser sein typisches Boogie-Woogie-Klavier spielt. Die Single Harlem Shuffle erreichte in GB und den USA jeweils die Top Ten der Charts.

### 1989–1993: Vom Ende der Streitigkeiten bis zum Ausstieg von Bill Wyman
Im Januar 1989 trafen sich Mick Jagger und Keith Richards mit ein paar Gitarren und Keyboards zu einigen Drinks auf Barbados; sie beendeten ihre Zwistigkeiten und schrieben Songs für ein neues Album. Zur Aufnahme der Band – inklusive Mick Taylor, Ronnie Wood und Ian Stewart – in die Rock and Roll Hall of Fame am 18. Januar 1989 unterbrachen sie ihren Inselaufenthalt.
Die Stones nahmen im Juni und Juli das Album Steel Wheels (veröffentlicht am 29. August 1989) auf. Die vorab erschienene Single Mixed Emotions erreichte in GB und den USA jeweils die Top Ten der Charts. Am 31. August 1989 begannen die Stones nach sieben Jahren erstmals wieder eine Tournee. Unterstützt wurden sie von den Keyboardern Chuck Leavell und Matt Clifford, dem in den 1970er Jahren von Jagger entlassenen ehemaligen Saxofonisten der Rolling Stones Bobby Keys, Lisa Fischer, Cindi Mizelle und Bernard Fowler als Backgroundsänger sowie den Blasmusikern von The Uptown Horns. Die Veranstalter garantierten den Stones für die US-Tournee, die unter dem Titel Steel Wheels lief, eine Einnahme von 70 Millionen Dollar. Es wurde die größte Tournee der Stones und die bislang größte in der Geschichte des Rock ’n’ Roll. Als Vorgruppe spielte die unter anderem wegen als rassistisch gewerteter Äußerungen ihres Sängers und Texters Axl Rose (etwa über „police and niggers“) umstrittene Band Guns N’ Roses.
Die Europa-Tournee lief 1990 unter dem Titel Urban Jungle. Es fanden zwei Konzerte mit der Steel-Wheels-Bühne von der USA-Tournee in Berlin-Weißensee statt. Um die Bühne nach Europa zu schaffen, wurden zwei Boeing 747 benötigt. Die Stones präsentierten ihren Fans erstmals seit langer Zeit auch mehrere Songs aus den 1960er Jahren, wie zum Beispiel Paint It Black, Ruby Tuesday und den psychedelischen Song 2000 Light Years from Home, zu dem Jagger während seiner Zeit im Gefängnis einen Teil des Textes schrieb. Die Inszenierung der Konzerte mit Kulissenaufbauten, aufblasbaren Puppen, Videowänden und Lichteffekten erreichte neue Dimensionen und stand zumindest gleichwertig neben der Musik. Das im April 1991 veröffentlichte Live-Album Flashpoint beinhaltete Aufnahmen dieser Tournee sowie die zwei neuen Studioaufnahmen Sex Drive und Highwire; in letzterem bezogen sie kritisch zum zweiten Golfkrieg Stellung, was die Liste der Songs erweiterte, die durch die BBC aus dem Radioprogramm verbannt wurden.
Nachdem der Vertrag mit CBS Records geendet hatte, fanden die Stones in Virgin Records 1991 (bei einer Gage von umgerechnet 38,1 Millionen Euro) einen neuen Vertriebspartner (bis 2006).
1993 verließ Bill Wyman die Band aus persönlichen Gründen. Auf den folgenden Platten und Tourneen spielte der Bassist Darryl Jones, der allerdings nicht als offizielles Bandmitglied gilt.
Die Stones setzten ihre Welttourneen fort, während derer sie in riesigen Stadien auftraten. Die Gigantomanie und der Perfektionismus dieser vollständig durchorganisierten Großtourneen erstickten nach Meinung von Kritikern allerdings jegliche Spontaneität. Auch die überaus durchgreifende Vermarktung dieser Tourneen (z. B. Sponsoring durch Volkswagen oder American Express) stieß auf Kritik.

### 1994–1999:Voodoo LoungeundBridges to Babylon
Nach Soloprojekten Richards und Jaggers wurde auf einer Pressekonferenz am 3. Mai 1994 das neue Album Voodoo Lounge sowie eine nach diesem benannte Welttournee angekündigt. Love Is Strong erschien als erste Single-Auskopplung am 4. Juli 1994 und das Album am 11. Juli 1994. Es wurde zu einem der bestverkauften Alben der Stones. Die Voodoo-Lounge-Tournee avancierte zur bis dahin erfolgreichsten Tournee der Musikgeschichte. Die Bühnenpräsentation setzte neue Maßstäbe: Der Mittelpunkt des Bühnenaufbaus war eine chromblitzende, dem Hals und Kopf einer Kobra nachempfundene, feuerspeiende Säule. Während der Konzerte wurden verschiedene riesige Gummipuppen zu voller Bühnenhöhe aufgeblasen, u. a. die Hindu-Göttin Durga, ein Dominikaner-Mönch, die Voodoo-Figur Baron Samedi, ein Ziegenkopf, ein Wecker, Elvis Presley, eine Kobra, die Muttergottes und ein einarmiges Baby. Auf überdimensionalen Videowänden wurden nicht nur die Musiker gezeigt, sondern auch computeranimierte Darstellungen wie etwa der Ritt einer leichtbekleideten Frau auf einer „Stones-Zunge“. Zum Song Honky Tonk Women wurden alte Schwarzweißaufnahmen von Frauen gezeigt, die sich – für damalige Verhältnisse – recht frivol zur Schau stellten. Anfang 1995 erhielt die Band für Voodoo Lounge den neu geschaffenen Grammy Award for Best Rock Album.
Während der Voodoo-Lounge-Tournee gaben die Stones auch einige wenige Konzerte in Clubs, wie dem Paradiso in Amsterdam. Mitschnitte davon sowie auf akustischen Gitarren basierende neue Studio-Aufnahmen bekannter Stones-Songs beinhaltet das am 13. November 1995 veröffentlichte Album Stripped.
Am 22. September 1997 veröffentlichten die Stones Anybody Seen My Baby? vom Album Bridges to Babylon, das am 27. September 1997 erschien. Die Tournee begann am 23. September 1997 – wie gewohnt – in den USA und führte die Stones 1998 auch nach Europa, wobei sich der Tourneestart verzögerte, weil Keith Richards angeblich von einer Leiter in seiner Bibliothek gefallen war. Das Bühnenbild war geprägt von einem riesigen, kreisrunden Videoschirm sowie goldenen Büsten und Statuen. Zu Beginn der Show wurde eine donnernde Explosion simuliert, an deren Ende Keith Richards (mit Eidechsen-Sonnenbrille und Leopardenmantelimitat) seine markanten Riffs zu dem Eröffnungssong (I Can’t Get No) Satisfaction spielte.
Live-Aufnahmen der Bridges-to-Babylon-Tournee wurden auf dem Album No Security am 2. November 1998 veröffentlicht. Erstmals folgte zu einem Live-Album eine Tournee: Vom 25. Januar bis zum 20. April 1999 fand die No-Security-Tournee durch Nordamerika statt.
Um die im Jahre 1998 ausgefallenen Konzerte (inklusive einiger Zusatzauftritte) nachzuholen, setzten die Stones vom 29. Mai bis 20. Juni 1999 die Bridges-to-Babylon-Tournee in Europa fort.

### 2000–2003: 40-jähriges Bestehen
Zum 40-jährigen Bestehen begannen die Rolling Stones am 3. September 2002 in Boston die Forty-Licks-Tournee, die sie wiederum rund um die Welt führte. Am 30. September 2002 erschien die Doppel-CD Forty Licks. Auf dem Album sind erstmals Songs der Stones aus allen Perioden (also auch aus der Decca-Zeit) enthalten; es bietet so einen umfassenden Greatest-Hits-Überblick. Außerdem beinhaltet das Album vier neue Songs.
Zum ersten Mal seit den frühen 70er Jahren spielten die Rolling Stones auf der Forty-Licks-Tour nicht nur in Stadien, sondern auch in ausgesuchten Clubs und kleineren Hallen wie zum Beispiel dem Kronebau des Circus Krone in München. Ausschnitte aus diesen Konzerten sind auf der Box „Four Flicks“ enthalten, die am 3. November 2003 veröffentlicht wurde und auf drei DVDs je eine der unterschiedlichen Stadion-, Arena- und Theatershows enthält. Auf der vierten DVD ist die Vorbereitung der Tournee (einschließlich Proben der Band) dokumentiert, zudem sind einige Stationen der Tournee in Licks around the World enthalten.
Zwischen zwei Auftritten in Europa flogen die Stones Ende Juli 2003 nach Kanada, um an einem Open-Air-Konzert in Toronto, deren Erlöse zur Bekämpfung von der SARS-Epidemie verwendet wurden, teilzunehmen. Dokumentiert ist dies auf der DVD „SARStock“. An der Veranstaltung nahmen auch AC/DC und Justin Timberlake teil. Aufgrund der SARS-Epidemie fielen die im Frühjahr 2003 geplanten Konzerte in Hongkong aus; sie wurden am 7. und 9. November 2003 nachgeholt.

### 2004–2008:A Bigger BangundShine a Light

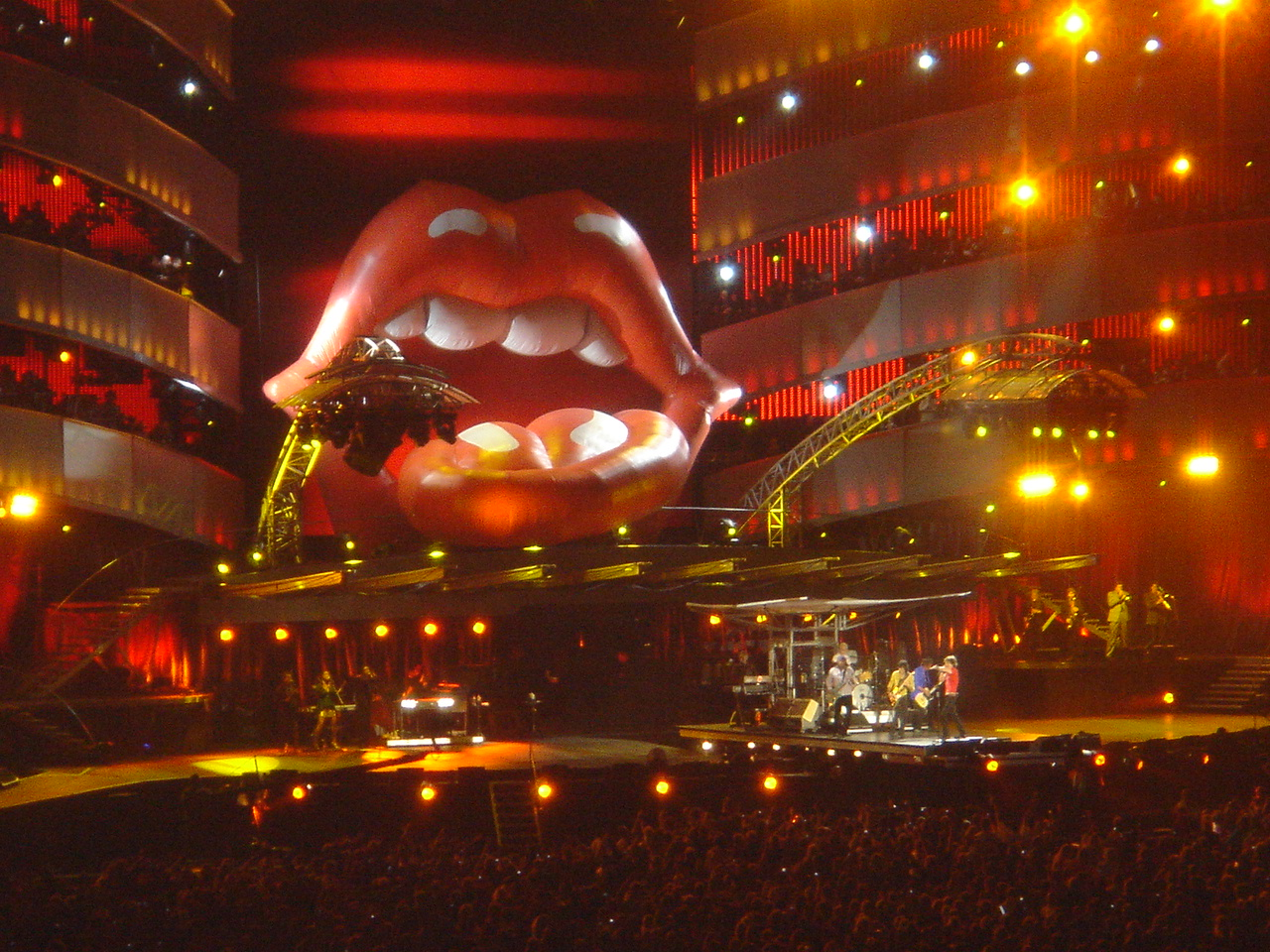
Bühne der „A Bigger Bang“-Tournee im Twickenham Rugby Ground, 2006

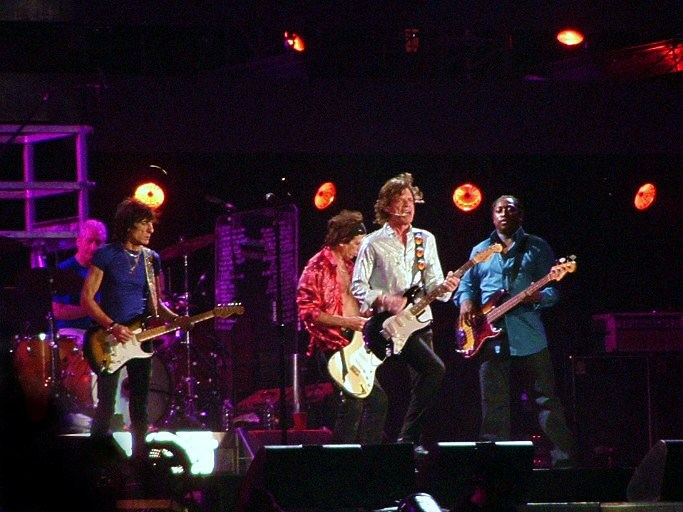
Mailand 2006, an der Bassgitarre Darryl Jones (ganz rechts)

Am 10. Mai 2005 kündigten die Stones anlässlich eines Minikonzerts vor Hunderten von Fans und Journalisten auf dem Platz vor der New Yorker Juilliard-Musikhochschule eine neue Welttournee an. Dabei stellten sie der Öffentlichkeit den Titel Oh No, Not You Again vom kommenden neuen Album vor. A Bigger Bang, das erste Studioalbum der Gruppe seit Bridges to Babylon (1997), erschien am 5. September. Zum Tourneestart wurde am 22. August die Single Streets of Love veröffentlicht. Die durch Amerika führende Tournee startete am 21. August in Boston.
Die Aufzeichnung eines der Tournee vorausgegangenen, überraschend angekündigten Klubkonzerts am 10. August im Phoenix Concert Theatre in Toronto wurde im Oktober 2012 als Download-Album mit dem Titel Light the Fuse – A Bigger Bang Tour, Toronto Live 2005 veröffentlicht.
Das größte Konzert der Rolling Stones fand am 18. Februar 2006 in der brasilianischen Stadt Rio de Janeiro statt. Rund 1,2 Millionen Zuschauer drängten sich am Strand des Stadtteils Copacabana vor einer monströsen Bühne. Der Besuch des Konzerts war kostenlos; die Stadt zahlte allerdings 750.000 Dollar für den Auftritt, der zudem durch Sponsorengelder finanziert wurde.
Im Rahmen der A-Bigger-Bang-Tournee traten die Stones am 8. April 2006 erstmals in Shanghai (Grand Stage) auf. Vor 8.000 Zuschauern verzichtete die Gruppe auf Bitten der chinesischen Regierung auf das Spielen von Songs mit sexuellem Inhalt (Honky Tonk Women, Brown Sugar, Let’s Spend the Night Together). Der Beginn der Bigger-Bang-Europa-Tournee verzögerte sich aufgrund einer Kopfverletzung von Keith Richards, die sich dieser bei einem Sturz von einem Baum auf den Fidschi-Inseln zugezogen hatte. Am 11. Juli 2006 begann dann die Europa-Tournee in Mailand; sie endete am 6. September 2006 mit einem Konzert in Horsens (Dänemark). Bereits am 20. September 2006 gingen die Stones wieder auf eine Tournee durch Nordamerika.
Der letzte Teil ihrer seit 2005 laufenden A-Bigger-Bang-Tournee begann am 5. Juni 2007 in Belgien und endete am 26. August 2007 in London. Mit dieser Tournee erwirtschafteten sie mehr als eine halbe Milliarde Dollar.
Am 27. Juni 2007 erschien das vier DVDs umfassende Box-Set The Biggest Bang, u. a. mit Aufnahmen der Konzerte in Rio de Janeiro und Austin (Texas).
Neue Chartregeln von Media Control brachten Ende Juli 2007 nach 38 Jahren ihren Nummer-eins-Hit Paint It Black zurück in die Single-Charts auf Platz 49. In den Top 100 wurden jetzt auch Titel berücksichtigt, die nur als Download, nicht als Maxi-CD erhältlich sind.
Wie die Süddeutsche Zeitung 2010 berichtete, zahlten die Stones in den vorangegangenen 20 Jahren 7,2 Millionen US-Dollar an Steuern – was bei einem Einkommen von geschätzten 450 Millionen Dollar einer Steuerquote von 1,5 Prozent entspricht.

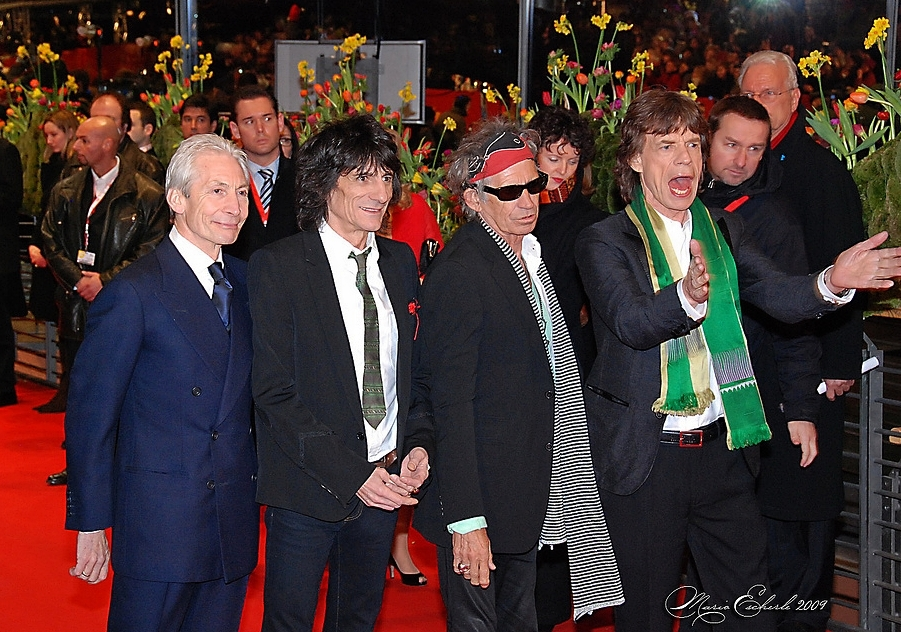
Premiere von Shine a Light auf der Berlinale 2008

Martin Scorseses Konzertfilm Shine a Light über die Rolling Stones eröffnete in Anwesenheit von Band und Regisseur am 7. Februar 2008 die Berlinale. Am 4. April kam er in die Kinos. Der Film zeigt Aufnahmen, die während zweier Konzerte der Band am 29. Oktober und 1. November 2006 im New Yorker Beacon Theatre entstanden. Dabei war der erste Auftritt Teil einer Benefizveranstaltung von Bill Clinton anlässlich seines sechzigsten Geburtstages. Während der Vorbereitungen zu diesem Konzert zog sich Ahmet Ertegün, der Gründer des seit Anfang der 1970er Jahre mit den von ihm unterstützten Rolling Stones vertraglich verbundenen Plattenlabels Atlantic Records, bei einem Sturz eine Hirnblutung zu und starb nach längerem Koma am 14. Dezember 2006. Der Film ist ihm im Abspann gewidmet.
Ebenfalls am 4. April 2008 wurde das gleichnamige Live-Album als Soundtrack zum Film veröffentlicht. Es erschien bei der Universal Music Group, mit der die Rolling Stones einen zunächst auf dieses Album beschränkten Vertrag abgeschlossen hatten.
Wenig später, als ihr Vertrag mit EMI Music endete, entschied sich die Band langfristig für Universal Music als Plattenfirma für ihre zukünftigen Veröffentlichungen.

### 2009–2011

#### Erweiterungen vonGet Yer Ya-Ya’s Out!,Exile on Main St.undSome Girls
Während der nächsten Jahre widmeten sich die Rolling Stones diversem Ton- und Bildmaterial aus ihrer Vergangenheit, das sie nun erstmals auf den Markt brachten. Als Band kamen sie erst Ende 2011 wieder zusammen. So erschien am 27. November 2009 das Live-Album Get Yer Ya-Ya’s Out! von 1970 anlässlich des vierzigsten Jahrestages der darauf dokumentierten Rolling-Stones-Konzerte im Madison Square Garden als Teil eines Boxsets, das auch fünf bis dahin offiziell unveröffentlichte Konzertaufnahmen enthält.
Ein weiteres neu aufgelegtes Album, das 1972er Studioalbum Exile on Main St, kam am 14. Mai 2010 als erweiterte Ausgabe in den deutschen Handel. Das Album beinhaltet zehn zusätzliche, bis dahin offiziell unveröffentlichte Lieder und Alternativaufnahmen, für die Archivmaterial herangezogen und teilweise überarbeitet wurde. Plundered My Soul war bereits am 16. April als Vinyl-Single und als Download ausgekoppelt worden.
Der Dokumentarfilm Stones in Exile von Stephen Kijak über die Produktionsphase des Albums 1971/72 hatte am 11. Mai im Beisein der Executive Producers Mick Jagger, Keith Richards und Charlie Watts seine Premiere im Museum of Modern Art in New York. Er wurde auch bei der Quinzaine des Réalisateurs im Rahmen der Filmfestspiele von Cannes gezeigt. Im Juni erschien er auf DVD im Handel.
Eine restaurierte und überarbeitete Fassung des Konzertfilms Ladies & Gentlemen: The Rolling Stones von Rollin Binzer aus dem Jahr 1974 lief im September 2010 weltweit in einmaligen Vorführungen in einigen ausgewählten Kinos, am 23. September auch an deutschen und österreichischen Standorten der UCI Kinowelt. Der Film zeigt Konzertaufnahmen der Tournee 1972, die sich an die Veröffentlichung von Exile on Main St. anschloss.
Am 8. Oktober wurde er auf DVD und Blu-ray herausgegeben.
Im November 2011 wurde der Konzertfilm Some Girls – Live In Texas ’78 auf DVD und Blu-ray veröffentlicht. Der Film, der den Mitschnitt eines Konzerts vom 18. Juli 1978 im Will Rogers Memorial Center in Fort Worth (Texas) zeigt, war zuvor in einigen Kinos vorgeführt worden. Das gleichnamige Live-Album wurde zusammen mit der DVD oder Blu-ray auf CD vertrieben und enthält den Soundtrack. Film und Live-Album bieten unter anderem die Lieder When the Whip Comes Down, Beast of Burden, Miss You, Shattered (mit Jaggers Text mit kritischem Blick auf das im Niedergang befindliche Manhattan), Respectable, die Country-Parodie Far Away Eyes und den Cover-Song Just My Imagination (Running Away with Me) vom 1978er Studioalbum Some Girls. Die Veröffentlichung stand im Kontext einer Neuauflage dieses Studioalbums, das als erweiterte Ausgabe mit zusätzlichen, auf nicht verwendeten Studioaufnahmen basierenden Stücken am 18. November auf CD in den deutschen Handel kam. Mit Ausnahme des Liedes So Young, das bereits in einer anderen Version auf der CD-Maxi-Single Love Is Strong zum 1994er-Album Voodoo Lounge erschienen war, handelt es sich bei den zwölf neuen Titeln um bis dahin offiziell unveröffentlichte Werke. Damit wurde das Konzept, das im Vorjahr schon bei der Neuauflage von Exile on Main St. Anwendung fand, wiederholt.
Zur Bootleg Series, deren erstes Album The Brussels Affair ’73 ebenfalls im November 2011 erschien, siehe den Abschnitt Bootleg Series • Restauration von Charlie Is My Darling • From the Vault.

#### Keith Richards’ AutobiografieLife
Keith Richards’ am 26. Oktober 2010 erschienene Autobiografie Life löste ein monatelanges Medieninteresse an den kritischen und teils derben Äußerungen Richards’ über Mick Jagger sowie Spekulationen über ein daraus resultierendes, erneut angespanntes Verhältnis zwischen den beiden aus. Für Schlagzeilen sorgte neben der Aussage, dass Mick Jagger in den 1980ern immer unerträglicher geworden sei, vor allem die Bemerkung, Jagger habe einen kleinen Penis (im engl. Orig.: tiny todger ), mit dem Richards’ Freundin Anita Pallenberg „keinen Spaß“ gehabt habe, als sie, wie Richards annimmt, mit dem Sänger zur Zeit der Dreharbeiten von Performance eine kurze Affäre hatte.
In einem im März 2012 vom Rolling Stone veröffentlichten Interviewauszug bestätigte Keith Richards, dass Mick Jagger sich tatsächlich durch einzelne Abschnitte seines Buches und deren Präsenz in den Medien gekränkt gefühlt habe, was er bedaure. Richards freute sich über ihm wichtige Gespräche, die der Sänger und er während des vorigen Jahres geführt hätten. „Er hat sich bei mir persönlich entschuldigt“, sagte Jagger später und begrüßte dies, da die Angelegenheit sonst unausgesprochen zwischen ihnen gestanden hätte. Richards distanzierte sich allerdings im Folgenden der Presse gegenüber von einer Entschuldigung, indem er angab, seine Worte hätten nur dazu gedient, Mick Jagger zur Wiederaufnahme der Arbeit mit der Band zu bewegen. Er ziehe keine der Äußerungen aus seinem Buch zurück.

#### Wiederaufnahme der Bandaktivitäten
Kein eigentliches Werk der Rolling Stones, aber ein unter Mitwirkung aller Bandmitglieder und Bill Wymans produziertes Lied erschien im April 2011 auf dem Boogie- und Blues-Album Boogie 4 Stu des britischen Pianisten Ben Waters, das dieser zu Ehren des 1985 verstorbenen‚ sechsten Rolling Stone Ian Stewart initiierte. Das Stück, ein Cover von Bob Dylans Watching the River Flow, ist das erste Lied, das Ron Wood, Keith Richards, Charlie Watts und Mick Jagger seit 1991 mit Bill Wyman aufnahmen. Ihre Beiträge wurden allerdings getrennt voneinander an verschiedenen Orten eingespielt. An dem Titel wirkten weitere Musiker mit, unter anderem Ben Waters am Klavier. Charlie Watts, Ron Wood, Bill Wyman und Keith Richards sind in weiteren Stücken des Albums zu hören.
Angesichts des im Juli 2012 anstehenden 50-jährigen Bestehens der Rolling Stones (bezogen auf den ersten Auftritt der Band unter ihrem Namen im Marquee Club) mehrten sich ab 2011 in der Presse und unter Fans die Fragen nach vorgesehenen Konzerten zum Jubiläum. Bis 2012 äußerten sich die Rolling Stones jedoch diesbezüglich zu keinen konkreten Plänen.
Eine erste Wiederaufnahme der Bandarbeit fand im Dezember 2011 statt, als Keith Richards eine zwanglose Jam-Session mit Charlie Watts und Ron Wood in London arrangierte. Er hatte dabei darauf spekuliert, dass sich Mick Jagger, den er in der Presse zu dem Jam willkommen hieß, ebenfalls bei ihnen im Studio einfinden werde – was jener letztlich auch tat. Während dieses mehrtägigen Treffens machten die vier erstmals seit dem Ende der A-Bigger-Bang-Tournee 2007 wieder live zusammen Musik.
Im Vorfeld der Session hatte Ron Wood verlauten lassen, gemeinsam mit Charlie Watts den „Heilungsprozess“ in der Beziehung zwischen Jagger und Richards unterstützen zu wollen: „Irgendetwas muss da geklärt werden. Sie müssen sich darauf einigen, wieder miteinander zu arbeiten, und dabei werden Charlie und ich helfen.“ Mit von der Partie war auch Bill Wyman, der seit seinem Austritt aus der Band 1992 nicht mehr mit den Rolling Stones gespielt hatte. Bereits im November hatte Richards den Jam in Aussicht gestellt und es in Betracht gezogen, die ehemaligen Mitglieder Bill Wyman und Mick Taylor dazu einzuladen und in die Jubiläumspläne miteinzubeziehen.

### 2012–2020

#### Bootleg Series• Restaurierung vonCharlie Is My Darling•From the Vault
| Nr. | Titel                                                  |
| --- | ------------------------------------------------------ |
| 1   | The Brussels Affair ’73                                |
| 2   | Hampton Coliseum (Live 1981)                           |
| 3   | L.A. Friday (Live 1975)                                |
| 4   | Live at the Tokyo Dome                                 |
| 5   | Light the Fuse – A Bigger Bang Tour, Toronto Live 2005 |
| 6   | Live at Leeds – Roundhay Park 1982                     |

2012 wurde parallel zu Publikationen und Veranstaltungen anlässlich des Bandjubiläums die Ende 2011 begonnene Rolling Stones Bootleg Series fortgeführt. The Brussels Affair ’73, das erste Album einer Reihe von sechs bis dahin nicht offiziell erschienenen Aufnahmen von Rolling-Stones-Konzerten, war seit November 2011 im Angebot des neu eingeführten US-amerikanischen Musik-Internetdienstes Google Music.
Die als Downloads veröffentlichten Alben dieser Reihe gab es exklusiv bei Google Play, in das Google Music im März 2012 integriert wurde, bzw. davor bei Android Market, zu kaufen.
Kunden aus Ländern, in denen Google Play nicht verfügbar ist, bietet das Rolling Stones Archive, eine ebenfalls im November 2011 ins Leben gerufene Website, die Konzerte in Zusammenarbeit mit Google Music zum Kauf an. Die Rolling Stones gaben bekannt, mit dieser Website „die Tür zu ihrem Archiv“ zu öffnen. Sie wird von Bravado, dem Merchandising-Unternehmen von Universal Music, betrieben.
The Brussels Affair ’73 enthält Mitschnitte zweier Konzerte vom 17. Oktober 1973 im Forest National in Brüssel.
Als zweites Download-Album erschien im Februar 2012 Hampton Coliseum (Live 1981), die Aufnahme eines am 18. Dezember 1981 in Hampton (Virginia) gegebenen und live im Fernsehen übertragenen Konzerts (siehe oben).
L.A. Friday (Live 1975) folgte im April. Das Album dokumentiert einen Auftritt vom 13. Juli 1975 im Forum in Inglewood bei Los Angeles. Der Albumtitel stammt von einer Bootleg-Aufnahme des Konzerts, die, obwohl der 13. Juli ein Sonntag und kein Freitag („Friday“) war, seit den 1970ern irrtümlich unter diesem Namen verbreitet wurde. Die Lieder If You Can't Rock Me, It’s Only Rock ’n’ Roll, Fingerprint File und der Cover-Song Ain't Too Proud To Beg sind Stücke vom 1974er Album It’s Only Rock ’n Roll. Keyboarder Billy Preston singt als Gastmusiker zwei seiner eigenen Stücke, Outta Space und That’s Life.
Im Juli kam Folge vier der Serie heraus. Live at the Tokyo Dome enthält die Aufnahme eines Konzerts vom 26. Februar 1990 im Tokyo Dome in Tokio mit unter anderem Sad Sad Sad, Almost Hear You Sigh, Rock and a Hard Place, Mixed Emotions und Can't Be Seen vom 1989er Album Steel Wheels.
Der historisch jüngste Konzertmitschnitt der Reihe, Light the Fuse – A Bigger Bang Tour, Toronto Live 2005, war ab Mitte Oktober erhältlich. Es handelt sich um die Aufnahme eines Überraschungskonzerts am 10. August 2005 im Phoenix Concert Theatre in Toronto vor Beginn der A-Bigger-Bang-Tournee. Die Band spielte dort unter anderem Lieder vom neuen Album A Bigger Bang (Rough Justice, Back of My Hand, Infamy und Oh No, Not You Again) und Coverversionen von Otis Reddings Mr. Pitiful und Bob Marleys Get Up, Stand Up.
Den sechsten Teil und Abschluss der Bootleg Series bildete im November Live at Leeds – Roundhay Park 1982. Das Album präsentiert eine Aufnahme vom letzten Auftritt der Europa-Tournee 1982 am 25. Juli in Leeds, dem allerletzten Konzert mit dem 1985 verstorbenen Pianisten Ian Stewart.
Der Brian-Jones-Ära widmete man sich anderweitig. Eine unter Regie von Mick Gochanour restaurierte und erweiterte Fassung des Dokumentarfilms Charlie Is My Darling (Regie: Peter Whitehead, 1966) feierte als Charlie Is My Darling – Ireland 1965 am 29. September 2012 ihre Premiere auf dem New York Film Festival.
Am 2. November 2012 kam das Werk auf DVD und Blu-ray sowie zusammen mit dem Soundtrack und weiteren Liveaufnahmen des Jahres 1965 als Teil eines Boxsets heraus.
| Nr. | Titel                           |
| --- | ------------------------------- |
| 1   | Hampton Coliseum (Live in 1981) |
| 2   | L.A. Forum (Live in 1975)       |
| 3   | The Marquee Club (Live in 1971) |

2014 startete eine Serie von Konzertfilmveröffentlichungen namens From the Vault. Als erster Teil der Reihe erschien am 31. Oktober Hampton Coliseum (Live in 1981) mit der Fernsehaufzeichnung des Konzerts in Hampton vom 18. Dezember 1981 (siehe oben). Dieser Auftritt war als Musikdownload auch schon in der Bootleg Series von 2011/12 enthalten. Wahlweise wurde zusammen mit dem Film auch die Musik auf CD oder LP verkauft.
Teil zwei von From the Vault folgte wenig später am 14. November. Der Konzertfilm L.A. Forum (Live in 1975) zeigt einen der fünf Auftritte im Forum in Inglewood des Jahres 1975. Offiziell handelt es sich um Aufnahmen vom 12. Juli, Bootleg-kundige Fans datieren diese allerdings auf den 11. Juli. Das mit dem Film erhältliche Livealbum entspricht davon inhaltlich abweichend der 2012 erschienenen Bootleg-Series-Folge L.A. Friday (Konzert vom 13. Juli).
Am 19. Juni 2015 erfolgte mit The Marquee Club – Live In 1971 die dritte Veröffentlichung der Reihe. Erneut auch in Kombination mit einem Tonträger erhältlich, widmet sich dieser Konzertfilm einem Kurzauftritt der Rolling Stones im Londoner Marquee Club vom 26. März 1971.
Im gleichen Jahr wurden noch zwei weitere Konzertfilme veröffentlicht. Zunächst Live in Leeds 1982, dem Abschluss der damaligen Europa-Tournee. Dieses Open-Air-Konzert vom 25. Juli 1982 aus dem Roundhay Park in Leeds sollte gleichzeitig die letzte Live-Performance der Stones für die nächsten sieben Jahre sein. Erst bei der Steel-Wheels-Welttournee von 1989 und 1990 traten sie wieder in der Öffentlichkeit auf. Mitgeschnitten wurde im Rahmen dieser Tour eine von zehn Shows, die zwischen dem 14. und 27. Februar 1990 im Tokyo Dome stattfanden. Dieses Konzert in Japans Hauptstadt wurde nun am 6. November 2015 unter dem Titel Live at the Tokyo Dome veröffentlicht und besteht wie auch der Leeds-Auftritt aus einer DVD und zwei CDs.
Der 6. Teil der From-the-Vault-Serie erschien am 29. September 2017. Hierbei handelt es sich um ein Konzert, das die Rolling Stones am 20. Mai 2015 im Fonda-Theatre in Los Angeles als inoffiziellem Auftakt ihrer Nordamerika-Tournee gaben. Vor 1.300 Zuhörern spielten sie neben sechs weiteren Stücken erstmals alle zehn Titel ihres legendären Sticky-Fingers-Albums von 1971 live. Das Album enthält eine DVD und eine CD.

#### Veröffentlichungen zum 50-jährigen Bestehen:The Rolling Stones: 50,Crossfire HurricaneundGrrr!
Zum 50-jährigen Bandbestehen kam am 9. Juli 2012 The Rolling Stones: 50, ein unter Mitwirkung der Rolling Stones entstandener Jubiläums-Bildband, in den Handel. Er enthält Fotografien aus der Bandgeschichte sowie begleitende Texte der Bandmitglieder.
Weltweit zum ersten Mal wurde das Buch am 6. Juli im Stones-Fan-Museum in Lüchow (Wendland) vorgestellt. Anlässlich der Buchveröffentlichung fand vom 13. Juli bis zum 2. September eine retrospektive Fotoausstellung im Somerset House in London statt. Zur Eröffnungsfeier am 12. Juli, dem 50. Jahrestag des ersten Auftritts der Rolling Stones, präsentierten sich alle Bandmitglieder erstmals seit 2008 zusammen in der Öffentlichkeit. Als Gäste kamen auch Bill Wyman und Mick Taylor.
Im September 2012 kündigten die Rolling Stones im Rahmen einer großangelegten Werbekampagne, die Erweiterte Realität einsetzte, für November eine neue Hits-Kompilation mit dem Titel Grrr! an. Das im Verlauf der Kampagne enthüllte Albumcover zeigt einen von Walton Ford gemalten Gorilla mit herausgestreckter Rolling-Stones-Zunge, der mithilfe der kostenlosen Mobilgeräte-App uView als 3D-Animation ‚zum Leben erweckt‘ werden konnte.
Die Website der Band kommentierte den Einsatz der App: „Die Nutzung einer der derzeit modernsten Formen von Mobiltechnik festigt den Status der Rolling Stones als eine der innovativsten Bands der Welt, die so relevant ist wie eh und je.“ Unter dem Namen „GRRRegory“ erhielt der Gorilla ein eigenes Twitter-Konto, über das ab Oktober Aktuelles zur Band verbreitet wurde.
Brett Morgens Dokumentarfilm über die Bandgeschichte mit dem Titel Crossfire Hurricane – The Rise of the Stones (nach einer Textpassage aus dem Lied Jumpin’ Jack Flash), hatte am 18. Oktober 2012 Weltpremiere auf dem London Film Festival. Er wurde einschließlich Aufnahmen der Bandmitglieder vom roten Teppich live in ausgewählte digitale Kinos in Europa übertragen. Bill Wyman ließ sich neben seinen ehemaligen Kollegen auf dem Teppich fotografieren, Mick Taylor war unter den Gästen. Jagger war für den Film als Produzent tätig, Richards, Watts und Wood fungierten als Executive Producers, Wyman als historischer Berater. Am 4. Januar 2013 kam Crossfire Hurricane auf DVD und Blu-ray in den Verkauf.
Doom and Gloom, ein neues Lied von dem neuen Hits-Album Grrr!, wurde am 11. Oktober 2012 vorab als Download-Single veröffentlicht. Die am 9. November erschienene Kompilation enthält mit One More Shot noch ein zweites im August des Jahres aufgenommenes Lied. Es sind die ersten neuen Kompositionen der Rolling Stones seit A Bigger Bang (2005) abgesehen von den 2010 und 2011 erschienen, teils erst vollendeten Titeln für die erweiterten Ausgaben schon veröffentlichter Alben.
Das Musikvideo zu Doom and Gloom mit Noomi Rapace in der Hauptrolle wurde Mitte November veröffentlicht.

#### 50-&-Counting-Tournee
Im Herbst 2012 kündigten die Rolling Stones für das Jahresende fünf Jubiläumskonzerte in Großbritannien und den USA an. Um sich aufzuwärmen, gaben sie am 25. Oktober überraschend ein Klubkonzert im Le Trabendo in Paris – ihr erstes Konzert seit 2007. Dort spielten sie das neue Lied Doom and Gloom erstmals vor Publikum. Es folgte am 29. Oktober ein privates Konzert im Pariser Théâtre Mogador ausschließlich für das französische Investmenthaus Carmignac Gestion und dessen geladene Gäste.
Unter dem Motto „50 & Counting…“ fanden am 25. und 29. November in der Londoner O₂-Arena die ersten beiden der fünf Konzerte statt.
Daran schlossen sich am 8. Dezember ein Auftritt im New Yorker Barclays Center sowie am 13. und 15. Dezember zwei Konzerte im Prudential Center in Newark (New Jersey) an. Als Gastmusiker wurden zu den Shows in London Mick Taylor und Bill Wyman eingeladen, die sich für einzelne Songs (Taylor: Midnight Rambler, Wyman: Honky Tonk Women und It’s Only Rock ’n’ Roll) zu ihren ehemaligen Bandkollegen gesellten. Während Mick Taylor auch in Newark spielte, hatte sich Bill Wyman eine größere Beteiligung bei den Auftritten erwartet und lehnte es ab, für nur zwei Lieder je Konzert in die USA zu reisen.
Entsprechend unterschiedlich bewerteten sie auch ihre Erfahrung, wieder mit den Rolling Stones aufzutreten:

„Ich war fünf Minuten da und wieder weg. Darüber war ich etwas enttäuscht. […] Mir ist klar geworden, dass man nicht wirklich Jahre später zu etwas aus der Vergangenheit zurückkehren kann, weil es nicht dasselbe ist.“

„Mir war nicht klar, wie sehr es mir gefehlt hat, mit ihnen zusammen zu sein, bis wir wieder gemeinsam gespielt haben[.] […] Sobald ich auf die Bühne kam, fühlte ich mich vollkommen zuhause und ganz in meinem Element.
Jeden Abend elf Minuten mit ihnen zu spielen, hat mir als Mensch und als Künstler ganz neue Energie gegeben.“

Im Laufe der Veranstaltungen standen außerdem Jeff Beck, Mary J. Blige, Eric Clapton, Florence Welch, Gary Clark Jr., John Mayer, Bruce Springsteen, Lady Gaga und The Black Keys als Gäste auf der Bühne.
Beim Stück You Can’t Always Get What You Want kamen verschiedene lokale Chöre zum Einsatz, womit die Band dieses Element des originalen Liedarrangements vom Studioalbum Let It Bleed erstmals live aufgriff.
Für die Bühnengestaltung ließ sich Mark Fisher vom Bandlogo inspirieren: Der Bühnenhintergrund wurde am Anfang jedes Konzerts von aufblasbaren, metallisch aussehenden Lippen eingenommen, während von der Bühne ein Steg, der den Umriss einer Zunge nachbildete, in das Publikum führte, sodass sich innerhalb dieser ‚Zunge‘ ein VIP-Zuschauerraum ergab. Eine ähnliche Idee Fishers war bereits 2005 für den Auftritt der Rolling Stones beim Super Bowl umgesetzt worden.
Das letzte Konzert am 15. Dezember wurde international mittels Pay-per-View live im Fernsehen und Internet ausgestrahlt.
Zwischen ihren eigenen Auftritten beteiligten sich die Rolling Stones am 12. Dezember am Benefizkonzert 12-12-12 in New York zugunsten der Opfer des Hurrikans Sandy.
Die Konzerte brachten den Rolling Stones bei der Verleihung der NME Awards im Februar 2013 den Preis für die beste Liveband des Jahres 2012 ein.

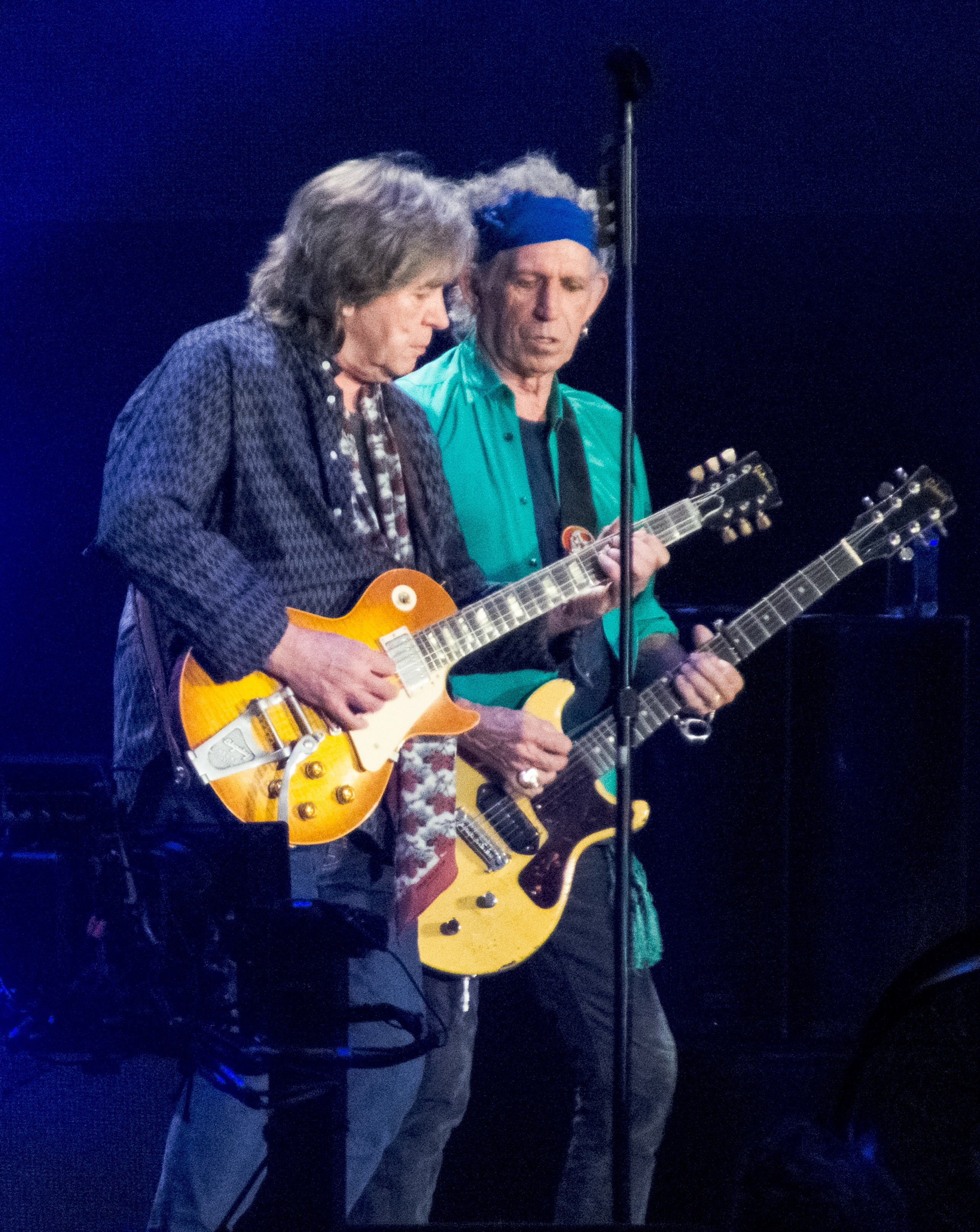
Mick Taylor (links) und Keith Richards, Londoner Hyde Park 2013

Im Mai und Juni 2013 setzte die Gruppe ihre 50-&-Counting-Auftritte mit einer Tournee durch Nordamerika fort,
begleitet von Mick Taylor als regelmäßigem Gastgitarristen. Außer jedes Mal bei Midnight Rambler trat Taylor ab und an auch bei den Liedern (I Can’t Get No) Satisfaction, Can’t You Hear Me Knocking und Sway in Aktion, beim Aufwärm-Klubkonzert im Echoplex in Los Angeles außerdem bei Love in Vain.
Sonstige Gastmusiker bei einzelnen Konzerten waren unter anderem Tom Waits, Katy Perry, Dave Grohl, Taylor Swift und Aaron Neville sowie weitere lokale Chöre bei den Darbietungen von You Can’t Always Get What You Want.
Den Ausklang der 50-&-Counting-Tournee bildeten im Juni/Juli 2013 drei Freiluftkonzerte in Großbritannien, eingeleitet vom Debüt der Rolling Stones auf dem Glastonbury-Festival am 29. Juni.
Zu diesem Anlass spielte die Band eine Abwandlung ihres Liedes Factory Girl vom Album Beggars Banquet, das sie unter dem Titel Glastonbury Girl mit einem auf das Festival zugeschnittenen neuen Text darbot.
Es folgten am 6. und 13. Juli im Rahmen des British-Summer-Time-Festivals zwei Konzerte im Londoner Hyde Park – 44 Jahre nach ihrem ersten und bis dahin einzigen Konzert auf dem Gelände im Juli 1969, an das Mick Jagger mit der einen oder anderen Anspielung anknüpfte. So trug er zu Honky Tonk Women eine weiße Tunika ähnlich der, in die er sich 1969 gekleidet hatte, und in Erinnerung an die damals freigelassenen Schmetterlinge eine mit Schmetterlingsmotiven versehene Jacke, während er Miss You sang und auf den Bildschirmen Schmetterlingsanimationen zu sehen waren. Diese und weitere Bühnenkleidung Mick Jaggers für die Tournee – unter anderem ein mit Straußenfedern besetzter Umhang, der das Fell des Gorillas vom Grrr!-Albumcover imitieren sollte – beruhten auf Entwürfen seiner Lebensgefährtin, der Designerin L’Wren Scott. Bei allen drei Festival-Auftritten hatte Mick Taylor sein im Verlauf der Tournee etabliertes kurzes Gastspiel mit der Band.
Am 22. Juli erschien ein Download-Album namens Hyde Park Live, das eine Zusammenstellung von Live-Mitschnitten der beiden zuvor gegebenen Londoner Konzerte enthält.
Der auf den Auftritten basierende Konzertfilm Sweet Summer Sun – Hyde Park Live wurde am 8. November auf DVD und Blu-Ray veröffentlicht, nachdem er zuvor weltweit in wenigen Vorführungen in einigen Kinos gezeigt worden war, darunter auch in Deutschland (ab 23. Oktober), Österreich (ab 30. Oktober) und der deutschsprachigen Schweiz (4. November). Im Paket mit dem Film wurde die Musik auch auf CD und LP angeboten. Am 1. Januar 2014 kam bei iTunes außerdem eine Download-Single zu Sweet Summer Sun heraus, die unter anderem die bis dahin unveröffentlichte Darbietung von Beast of Burden der Hyde-Park-Konzerte enthält.

#### 14-on-Fire-Tournee
Die Rolling Stones gingen am 21. Februar 2014 wieder auf eine Tournee. An den unter dem Titel „14 on Fire“ stehenden Konzerten wirkte wie schon bei der vorherigen Tournee Mick Taylor als Gastgitarrist mit. Im Anschluss an eine Asien-Etappe, in deren Verlauf die Band in Abu Dhabi, Tokio, China und Singapur auftrat, waren Darbietungen in Australien und Neuseeland geplant. Aufgrund des Selbstmordes von Mick Jaggers Lebensgefährtin L’Wren Scott am 17. März 2014 verschoben die Rolling Stones jedoch ihre dort für Mitte März bis Anfang April angesetzten Konzerte auf Oktober und November.
Zuvor bereisten sie Europa, wo von Mai bis Juli 14 Veranstaltungen stattfanden: Auftritte in Oslo, Stockholm, Roskilde, Tel Aviv, Paris, Lissabon, Madrid, Rom, beim niederländischen Pinkpop Festival, beim belgischen TW Classic Festival, im Wiener Ernst-Happel-Stadion, im Zürcher Letzigrund sowie auf der Waldbühne Berlin und in der ESPRIT arena in Düsseldorf.
Eine Halsentzündung, die sich Mick Jagger während der nachgeholten Australien-Tournee zuzog, zwang die Band ihr Konzert am Hanging Rock zum zweiten Mal, diesmal ersatzlos, abzusagen.
Da Bobby Keys, der jahrzehntelang festes Mitglied der Tourneeband gewesen war, aus gesundheitlichen Gründen nicht mit auf diese Etappe gehen konnte, engagierten die Rolling Stones hierfür den Saxophonisten Karl Denson. Keys starb, wenige Tage nachdem die Band ihre Australien-Konzerte beendet hatte, an den Folgen seiner schweren Erkrankung.

#### Zip-Code-Tournee
In der Zeit vom 24. Mai bis zum 15. Juli begaben sich die Rolling Stones auf eine nordamerikanische Stadion-Tournee. Der Tourneename „Zip Code“ spielt sprachlich sowohl mit dem ZIP-Code des United States Postal Service als auch mit einem Detail vom Titelbild des Albums Sticky Fingers aus dem Jahre 1971, das im Juni 2015 als erweiterte Ausgabe veröffentlicht wurde. Dessen originales Cover zeigt eine Jeans mit funktionstüchtigem Reißverschluss (eng.: ‚zip‘).
Die öffentliche Bekanntgabe des Tourneenamens warf die Frage auf, in welchem Umfang die Band auf ihrer Tournee Titel vom Album und ob sie sogar bei jedem Konzert sämtliche enthaltenen Stücke spielen würde. Mick Jagger äußerte allerdings Bedenken, dass die sich auf dem Album befindende große Anzahl langsamer Lieder ungeeignet für Stadion-Konzerte sein könnte. Am 20. Mai 2015 startete die Band die Tournee mit einem kurzfristig und überraschend anberaumten Club-Konzert im Henry-Fonda-Theatre in (ZIP-Code) 90028 Hollywood (Los Angeles). Dort spielte sie u. a. tatsächlich die komplette Titelliste von Sticky Fingers, was während der Resttournee aber nicht wiederholt wurde. Nach einem zusätzlichen privaten Auftritt im Belly Up Club in Solana Beach und Konzerten in vierzehn US-amerikanischen Städten endete die Tournee am 15. Juli 2015 auf dem Festival d’été de Québec im kanadischen Québec. Die Tournee zählte insgesamt ca. 880.000 Zuschauer. Mick Taylor, der während der beiden vorigen Konzertreisen als Gastgitarrist mitgewirkt hatte, war nicht mehr mit dabei.

#### América-Latina-Olé-Tournee und Auftritte in den USA
Am 3. Februar 2016 begannen die Rolling Stones in Santiago de Chile ihre América-Latina-Olé-Tournee durch Südamerika. Zum Abschluss gaben sie am 25. März 2016 im Coliseo de la Ciudad Deportiva in Havanna auf Kuba ein Gratis-Open-Air-Konzert. 200.000 Menschen fanden Einlass, über 300.000 weitere hörten außerhalb zu. Dies war nicht nur der erste Auftritt der Rolling Stones in dem Land, sondern überhaupt das erste Open-Air-Konzert einer britischen Rockband dort und das bis dahin größte Rockkonzert in der Geschichte Kubas.
2016 entstand über diese Tournee die Dokumentation The Rolling Stones Olé, Olé, Olé!: A Trip Across Latin America. Regie führte Paul Dugdale. Am 31. Dezember 2021 sendete 3sat eine knapp zweistündige Dokumentation über das Konzert unter dem Titel The Rolling Stones: Havana Moon. Die Stones hätten laut Telegraph damit „Geschichte geschrieben“, das Konzert sei ein „Zeichen der kulturellen Öffnung“ gewesen.
Am 7. und 14. Oktober 2016 nahm die Band am Desert Trip Festival teil, bei dem an zwei Wochenenden neben den Rolling Stones auch Paul McCartney, The Who, Bob Dylan, Neil Young und Roger Waters auftraten. Nach dem Festival waren noch zwei Konzerte in Las Vegas angesetzt, von denen das erste aber wegen einer Kehlkopfentzündung Jaggers abgesagt wurde.

#### Blue & Lonesome
Am 2. Dezember 2016 veröffentlichte die Band mit Blue & Lonesome ihr 23. Studioalbum, welches erstmals ausschließlich Coverversionen enthält. Die Songs sind alle Jahrzehnte alt und zum Teil Blues-Standards. Neben Mick Jagger, welcher auf zahlreichen Stücken auch Blues Harp spielt, Keith Richards, Ronnie Wood und Charlie Watts waren auch Eric Clapton, Darryl Jones, Matt Clifford, Chuck Leavell und Jim Keltner an der Entstehung beteiligt. Es ist das erste Album seit Dirty Work (1986), auf dem Jagger nicht auch Gitarre spielt, und das erste seit It’s Only Rock ’n Roll (1974), auf dem Richards keinen Leadgesang beisteuert. Das Album bekam einen Grammy Award für das beste traditionelle Bluesalbum des Jahres.

#### No Filter Tour
Am 9. September 2017 startete die Band ihre No Filter Tour mit einem Konzert im Hamburger Stadtpark vor 82.000 Zuschauern, gefolgt von weiteren in Deutschland, Mittel- und Westeuropa.
Infolge der COVID-19-Pandemie wurde die Fortsetzung der No Filter Tour mit Terminen in den USA 2020 unterbrochen. Für die Fortsetzung der Tournee ab dem 20. September 2021 wurde angekündigt, dass Charlie Watts aufgrund der notwendigen Erholung von einem medizinischen Eingriff durch Steve Jordan vertreten werde. Dieser wirkte bereits als Gastmusiker auf dem Album Dirty Work (1986) mit und war von 1988 bis 1993 Mitglied von Keith Richards Band X-Pensive Winos. Charlie Watts starb am 24. August 2021 an den Folgen einer OP.

#### Living in a Ghost Town
Im April 2020 brachten die Rolling Stones während der COVID-19-Pandemie die Single Living in a Ghost Town (nur digital) heraus. Sie hatten das Lied direkt vor den Ausgangsbeschränkungen aufgenommen, aber geschrieben wurde es schon 2019. Nach der digitalen Veröffentlichung erschien der Song am 26. Juni auch auf CD und Vinyl und er stieg direkt auf Platz 1 der deutschen Charts ein (zuvor hat der Song nur durch Downloads Platz 22 erreicht). Damit ist dies der erste Nummer-eins-Hit der Stones in Deutschland seit 1968 mit dem Song Jumpin’ Jack Flash.

#### Veröffentlichung bisher unbekannter Songs
Am 22. Juli 2020 wurde berichtet, dass die Rolling Stones 1974 einen Song namens Scarlet aufgenommen hatten, der erst jetzt veröffentlicht wurde und zu dem es bisher auch kein Bootleg gab. Im Oktober 1974 wollten die Stones einen Nachfolger für ihr im Vorjahr veröffentlichtes Album Goats Head Soup im Island Studio in London aufnehmen. Zu einer Jam-Session wurde Jimmy Page, Gitarrist von Led Zeppelin, in das Studio eingeladen. Ebenso dabei waren Ric Grech von Traffic, Bruce Rowland von Fairport Convention und Ian Stewart. Es entstand der reggaelastige Track Scarlet, benannt nach Pages Tochter. Dieser war einer von drei bisher unveröffentlichten Tracks, die auf der Deluxe-Edition von Goats Head Soup enthalten waren, welche im September 2020 erschien. Scarlet wurde in einem Musikvideo auf YouTube präsentiert, mit Paul Mescal als Darsteller, der in dem Clip durch das Londoner Claridge’s Hotel tanzt. Die Goats Head Soup-Neuveröffentlichung enthielt neben Scarlet auch die beiden bisher ebenfalls unveröffentlichten Songs Criss Cross und All The Rage. Auch zu Criss Cross wurde ein auf YouTube gezeigtes Musikvideo produziert.

### Ab 2022: Sixty Tour und neue Veröffentlichungen

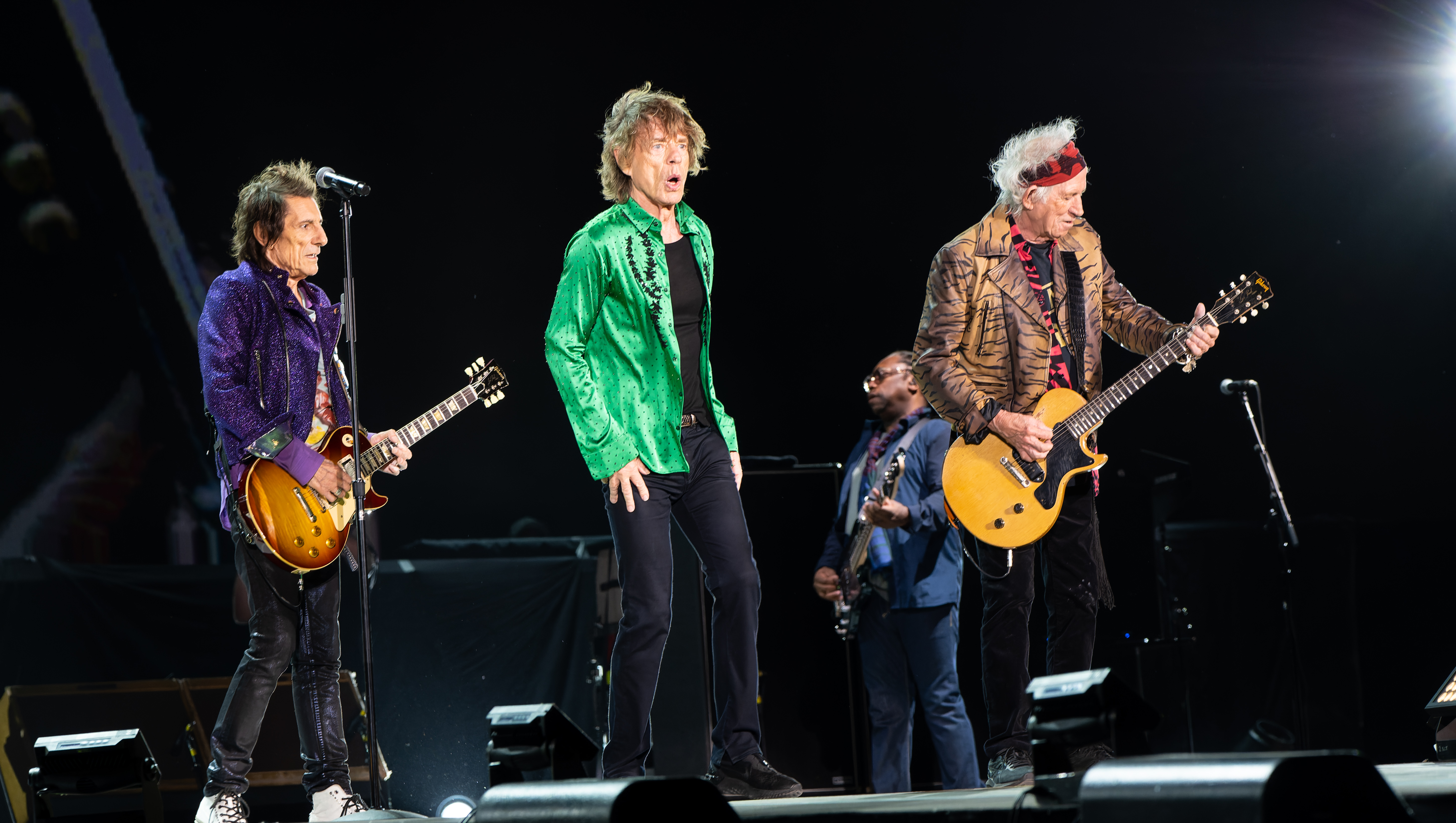
The Rolling Stones, 2022

Im März 2022 kündigten die Stones eine Europa-Tournee zu ihrem 60. Bandbestehen an. Die Sixty-Tour startete am 1. Juni in Madrid.
Am 6. September 2023 erschien die neue Single Angry als erste Auskopplung des am 20. Oktober veröffentlichten Albums Hackney Diamonds, bei dem unter anderem auch Lady Gaga und Paul McCartney mitwirkten. Das Album wurde bei den Grammy Awards 2025 in der Kategorie Best Rock Album ausgezeichnet.

## Tourneen

### Überblick
| Jahr        | Beginn             | Ende              | Region/Umfang                          | Name                                    |
| ----------- | ------------------ | ----------------- | -------------------------------------- | --------------------------------------- |
| 1963        | 29. September      | 3. November       | Großbritannien                         | 1st British Tour                        |
| 1964        | 6. Januar          | 27. Januar        | England                                | 2nd England Tour                        |
| 1964        | 8. Februar         | 7. März           | Großbritannien                         | 3rd British Tour                        |
| 1964        | 5. Juni            | 20. Juni          | USA                                    | 1st US Tour                             |
| 1964        | 5. September       | 11. Oktober       | Großbritannien                         | 4th British Tour                        |
| 1964        | 24. Oktober        | 15. November      | USA                                    | 2nd US Tour                             |
| 1965        | 6. Januar          | 8. Januar         | Irland                                 | Irish Tour                              |
| 1965        | 22. Januar         | 16. Februar       | Australien, Asien                      | Australasian Tour                       |
| 1965        | 5. März            | 18. März          | England                                | 4th England Tour                        |
| 1965        | 26. März           | 3. April          | Skandinavien                           | Scandinavian Tour                       |
| 1965        | 23. April          | 29. Mai           | Nordamerika                            | 3rd North American Tour                 |
| 1965        | 15. Juni           | 18. Juni          | Schottland                             | Scottish Tour                           |
| 1965        | 24. Juni           | 29. Juni          | Skandinavien                           | 2nd Scandinavian Tour                   |
| 1965        | 3. September       | 4. September      | Irland                                 | Short Irish Tour                        |
| 1965        | 11. September      | 17. September     | Deutschland, Österreich                | German Tour                             |
| 1965        | 24. September      | 17. Oktober       | Großbritannien                         | 5th British Tour                        |
| 1965        | 29. Oktober        | 6. Dezember       | Nordamerika                            | 4th North America Tour                  |
| 1966        | 18. Februar        | 2. März           | Australien                             | 2nd Australian Tour                     |
| 1966        | 26. März           | 5. April          | Europa                                 | European Tour                           |
| 1966        | 24. Juni           | 29. Juli          | Nordamerika                            | 4th North American Tour                 |
| 1966        | 23. September      | 9. Oktober        | Großbritannien                         | 6th British Tour                        |
| 1967        | 25. März           | 17. April         | Europa                                 | European Tour                           |
| 1969        | 7. November        | 6. Dezember       | USA                                    | THE ROLLING STONES. US Tour             |
| 1970        | 30. August         | 9. Oktober        | Europa                                 | European Tour                           |
| 1971        | 4. März            | 13. März          | Großbritannien                         | Farewell Tour                           |
| 1972        | 3. Juni            | 26. Juli          | Nordamerika                            | THE ROLLING STONES. North American Tour |
| 1973        | 21. Januar         | 27. Februar       | Australien, Asien                      | Winter Tour                             |
| 1973        | 1. September       | 19. Oktober       | Europa                                 | THE ROLLING STONES. European Tour       |
| 1975        | 1. Juni            | 8. August         | Nordamerika                            | Tour of the Americas                    |
| 1976        | 28. April          | 23. Juni          | Europa                                 | Tour of Europe ’76                      |
| 1978        | 10. Juni           | 26. Juli 1978     | Nordamerika                            | THE ROLLING STONES. North American Tour |
| 1981        | 25. September      | 19. Dezember      | USA                                    | US Tour 1981                            |
| 1982        | 26. Mai            | 25. Juli          | Europa                                 | European Tour 1982                      |
| 1989        | 31. August         | 20. Dezember      | Nordamerika                            | The Steel Wheels Tour                   |
| 1990        | 14. Februar        | 27. Februar       | Japan                                  | The Steel Wheels Tour                   |
| 1990        | 18. Mai            | 25. August        | Europa                                 | The Urban Jungle Tour                   |
| 1994        | 1. August          | 18. Dezember      | Nordamerika                            | The Voodoo Lounge Tour                  |
| 1995        | 14. Januar         | 17. April         | Welt                                   | The Voodoo Lounge Tour                  |
| 1995        | 3. Juni            | 30. August        | Europa                                 | The Voodoo Lounge Tour                  |
| 1997        | 23. September      | 12. Dezember      | Nordamerika (1. Etappe)                | Bridges To Babylon Tour                 |
| 1998        | 5. Januar          | 15. Februar       | Nordamerika (2. Etappe)                | Bridges To Babylon Tour                 |
| 1998        | 12. März           | 13. April         | Japan, Südamerika                      | Bridges To Babylon Tour                 |
| 1998        | 17. April          | 26. April         | Nordamerika (3. Etappe)                | Bridges To Babylon Tour                 |
| 1998        | 13. Juni           | 19. September     | Europa                                 | Bridges To Babylon Tour                 |
| 1999        | 25. Januar         | 20. April         | Amerika                                | No Security Tour                        |
| 1999        | 29. Mai            | 20. Juni          | Europa (Fortsetzung)                   | Bridges To Babylon Tour                 |
| 2002        | 3. September       | 30. November      | USA (1. Etappe)                        | Licks Tour                              |
| 2003        | 8. Januar          | 8. Februar        | USA (2. Etappe)                        | Licks Tour                              |
| 2003        | 18. Februar        | 7. April          | Australien, Asien                      | Licks Tour                              |
| 2003        | 4. Juni            | 2. Oktober        | Europa                                 | Licks Tour                              |
| 2005        | 21. August         | 3. Dezember       | Amerika (1. Etappe)                    | A Bigger Bang Tour                      |
| 2006        | 10. Januar         | 14. März          | Amerika (2. Etappe)                    | A Bigger Bang Tour                      |
| 2006        | 22. März           | 18. April         | Australien, Asien                      | A Bigger Bang Tour                      |
| 2006        | 11. Juli           | 3. September      | Europa (1. Etappe)                     | A Bigger Bang Tour                      |
| 2006        | 20. September      | 25. November      | Amerika (3. Etappe)                    | A Bigger Bang Tour                      |
| 2007        | 5. Juni            | 26. August        | Europa (2. Etappe)                     | A Bigger Bang Tour                      |
| 2012        | 25. November       | 15. Dezember      | London und USA (3-Städte-Konzertreihe) | 50 & Counting… Tour                     |
| 2013        | 3. Mai             | 24. Juni          | Nordamerika                            | 50 & Counting… Tour                     |
| 2014        | 21. Februar        | 15. März          | Asien                                  | 14 on Fire Tour                         |
| 2014        | 26. Mai            | 3. Juli           | Europa                                 | 14 on Fire Tour                         |
| 2014        | 25. Oktober        | 22. November      | Australien                             | 14 on Fire Tour                         |
| 2015        | 24. Mai            | 15. Juli          | Nordamerika                            | Zip Code Tour                           |
| 2016        | 3. Februar         | 25. März          | Südamerika                             | América Latina Olé Tour 2016            |
| 2016        | 7. Oktober         | 22. Oktober       | USA                                    |                                         |
| 2017 - 2019 | 9. September 2017  | 8. Juli 2018      | Europa                                 | No Filter Tour                          |
| 2017 - 2019 | 21. Juni 2019      | 30. August 2019   | Nordamerika                            | No Filter Tour                          |
| 2021        | 20. September 2021 | 23. November 2021 | USA                                    | No Filter Tour (Fortsetzung)            |
| 2022        | 1. Juni            | 3. August         | Europa                                 | Sixty                                   |
| 2024        | 28. April          | 17. Juli          | Nordamerika                            | Hackney Diamonds                        |

|  | Farbliche Kennzeichnung der jeweiligen Bandmitglieder               |
|  | ------------------------------------------------------------------- |
|  | Mick Jagger, Keith Richards, Brian Jones, Charlie Watts, Bill Wyman |
|  | Mick Jagger, Keith Richards, Mick Taylor, Charlie Watts, Bill Wyman |
|  | Mick Jagger, Keith Richards, Ron Wood, Charlie Watts, Bill Wyman    |
|  | Mick Jagger, Keith Richards, Ron Wood, Charlie Watts                |
|  | Mick Jagger, Keith Richards, Ron Wood                               |

Hinweis: Ron Wood war bei den Konzerten 1975 bereits voll eingebunden, offiziell aber noch Gastgitarrist. Der Übersichtlichkeit wegen ist er hier für 1975 bereits als Bandmitglied markiert.

### Tourneeauftritte in Deutschland, Österreich und der deutschsprachigen Schweiz
| Jahr | Auftritte in chronologischer Abfolge |
| ---- | --- |
| 1965 | 11. September: Münster (Halle Münsterland); 12. September: Essen (Grugahalle); 13. September: Hamburg (Ernst-Merck-Halle); 14. September: München (Circus Krone, Kronebau); 15. September: West-Berlin (Waldbühne); 17. September: Wien (Stadthalle) |
| 1967 | 29. März: Bremen (Stadthalle); 30. März: Köln (Sporthalle); 31. März: Dortmund (Westfalenhalle); 1. April: Hamburg (Ernst-Merck-Halle); 2. April: Wien (Stadthalle); 14. April: Zürich (Hallenstadion) |
| 1970 | 14. September: Hamburg (Ernst-Merck-Halle); 16. September: West-Berlin (Deutschlandhalle); 18. September: Köln (Sporthalle); 20. September: Stuttgart (Höhenpark Killesberg, Halle 6); 27. September: Wien (Stadthalle); 5. und 6. Oktober: Frankfurt a. M. (Festhalle); 7. Oktober: Essen (Grugahalle) |
| 1973 | 1. September: Wien (Stadthalle); 3. September: Mannheim (Eisstadion); 4. September: Köln (Sporthalle); 23. September: Innsbruck (Olympiahalle); 25. u. 26. September: Bern (Festhalle); 28. September: München (Olympiahalle); 30. September: Frankfurt a. M. (Festhalle); 2. Oktober: Hamburg (Ernst-Merck-Halle); 9., 10. u. 11. Oktober: Essen (Grugahalle); 19. Oktober: West-Berlin (Deutschlandhalle) |
| 1976 | 28. u. 29. April: Frankfurt a. M. (Festhalle); 30. April: Münster (Münsterlandhalle); 2. Mai: Kiel (Ostseehalle); 3. Mai: West-Berlin (Deutschlandhalle); 4. Mai: Bremen (Stadthalle); 1. Juni: Dortmund (Westfalenhalle); 2. Juni: Köln (Sporthalle); 15. Juni: Zürich (Hallenstadion); 16. u. 17. Juni: München (Olympiahalle); 19. Juni: Stuttgart (Neckarstadion); 23. Juni: Wien (Stadthalle) |
| 1982 | 6. u. 7. Juni: Hannover (Niedersachsenstadion); 8. Juni: West-Berlin (Waldbühne); 10. u. 11. Juni: München (Olympiastadion); 29. u. 30. Juni, 1. Juli: Frankfurt a. M. (Festhalle); 3. Juli: Wien (Praterstadion); 4. u. 5. Juli: Köln (Müngersdorfer Stadion); 15. Juli: Basel (St.-Jakob-Stadion) |
| 1990 | 23. u. 24. Mai: Hannover (Niedersachsenstadion); 26. u. 27. Mai: Frankfurt a. M. (Waldstadion); 30. u. 31. Mai: Köln (Müngersdorfer Stadion); 2. u. 3. Juni: München (Olympiastadion); 6. Juni: West-Berlin (Olympiastadion); 27. Juni: Basel (Fussballstadion St. Jakob); 31. Juli: Wien (Praterstadion); 13. u. 14. August: Ost-Berlin (Radrennbahn Weißensee); 16. August: Gelsenkirchen (Parkstadion) |
| 1995 | 20. Juni: Köln (Müngersdorfer Stadion); 22. Juni: Hannover (Niedersachsenstadion); 29. u. 30. Juli: Basel (Fussballstadion St. Jakob); 1. August: Zeltweg (Österreich-Ring); 3. August: München (Olympiastadion); 12. August: Schüttorf (Festivalgelände); 15. August: Leipzig (Festwiese); 17. August: Berlin (Olympiastadion); 19. August: Hockenheim (Hockenheimring); 22. August: Mannheim (Maimarktgelände); 25. August: Wolfsburg (VW-Werksgelände)                                                                                 |
| 1998 | 13. Juni: Nürnberg (Zeppelinfeld); 24. Juni: Düsseldorf (Rheinstadion); 26. Juni: Hannover (Expo-Messegelände); 9. Juli: Frauenfeld (Grosse Allmend Pferderennbahn); 11. Juli: Wiener Neustadt (Flugfeld); 13. Juli: München (Olympiastadion); 27. Juli: Gelsenkirchen (Parkstadion); 26. August: Berlin (Olympiastadion); 28. August: Leipzig (Festwiese); 30. August: Hamburg (Trabrennbahn am Volkspark Bahrenfeld); 2. September: Bremen (Weserstadion); 10. September: Berlin (Waldbühne); 12. September: Mannheim (Maimarktgelände) |
| 1999 | 29. Mai: Stuttgart (Cannstatter Wasen); 31. Mai: Imst (Festivalgelände Brennbichl); 20. Juni: Köln (Müngersdorfer Stadion) |
| 2003 | 4. Juni: München (Olympiahalle); 6. Juni: München (Olympiastadion); 8. Juni: München (Circus Krone, Kronebau); 13. Juni: Oberhausen (O-Vision Zukunftspark); 15. Juni: Berlin (Olympiastadion); 18. Juni: Wien (Ernst-Happel-Stadion); 20. Juni: Leipzig (Festwiese); 22. Juni: Hockenheim (Hockenheimring); 24. Juli: Hamburg (AOL-Arena); 8. August: Hannover (EXPO-Gelände Messe Ost); 2. Oktober: Zürich (Letzigrund Stadion) |
| 2006 | 14. Juli: Wien (Ernst-Happel-Stadion); 16. Juli: München (Olympiastadion); 19. Juli: Hannover (AWD-Arena); 21. Juli: Berlin (Olympiastadion); 23. Juli: Köln (Rheinenergiestadion); 3. August: Stuttgart (Gottlieb-Daimler-Stadion); 5. August: Dübendorf (Militärflugplatz) |
| 2007 | 13. Juni: Frankfurt a. M. (Commerzbank-Arena); 13. August: Düsseldorf (LTU-Arena); 15. August: Hamburg (HSH Nordbank Arena) |
| 2014 | 1. Juni: Zürich (Letzigrund); 10. Juni: Berlin (Waldbühne); 16. Juni: Wien (Ernst-Happel-Stadion); 19. Juni: Düsseldorf (ESPRIT arena) |
| 2017 | 9. September: Hamburg (Stadtpark); 12. September: München (Olympiastadion); 16. September: Spielberg (Red Bull Ring); 20. September: Zürich (Letzigrund); 9. Oktober: Düsseldorf (ESPRIT arena) |
| 2018 | 22. Juni: Berlin (Olympiastadion); 30. Juni: Stuttgart (Mercedes-Benz-Arena) |
| 2022 | 5. Juni: München (Olympiastadion); 15. Juli: Wien (Ernst-Happel-Stadion); 27. Juli: Gelsenkirchen (Veltins-Arena); 3. August: Berlin (Waldbühne) |

## Diskografie
Bis heute gibt es keine Gesamtausgabe des musikalischen Werkes der Rolling Stones, etwa in Form einer Mehrfach-CD-Box, die auch unveröffentlichte Stücke enthält. Mit der Veröffentlichung von Forty Licks im Jahre 2002 sind zum ersten Mal die bekanntesten Songs aus beiden Epochen (1964 bis 1970 und nach 1971 bis heute) enthalten. Das 2005 veröffentlichte Album Rarities enthielt nicht die von den Fans erwarteten Raritäten.
Die meisten Livealben sind nicht komplett live aufgenommen. Viele Lieder wurden im Nachhinein durch Zumischungen (Overdubs) und Bearbeitungen derart verändert, dass sie teilweise die Konzertsituation nur noch eingeschränkt wiedergeben.
Bis zur Veröffentlichung von Their Satanic Majesties Request wurden von der Plattenfirma der Rolling Stones jeweils verschiedene Versionen der Platten für die Märkte Großbritannien und USA produziert. Ausschließlich für den deutschen Markt produziert wurde das Album Around & Around, das im September 1964 veröffentlicht wurde. Durch diese Aufteilung in verschiedene Märkte unterscheiden sich die britischen (UK) und amerikanischen (US) Tonträger bis zum Album Between the Buttons bezüglich der enthaltenen Titel.
Studioalben

| Jahr | Titel Musiklabel | Höchstplatzierung, Gesamtwochen/‑monate, AuszeichnungChartplatzierungen (Jahr, Titel, Musiklabel, Platzierungen, Wochen/Monate, Auszeichnungen, Anmerkungen) | Höchstplatzierung, Gesamtwochen/‑monate, AuszeichnungChartplatzierungen (Jahr, Titel, Musiklabel, Platzierungen, Wochen/Monate, Auszeichnungen, Anmerkungen) | Höchstplatzierung, Gesamtwochen/‑monate, AuszeichnungChartplatzierungen (Jahr, Titel, Musiklabel, Platzierungen, Wochen/Monate, Auszeichnungen, Anmerkungen) | Höchstplatzierung, Gesamtwochen/‑monate, AuszeichnungChartplatzierungen (Jahr, Titel, Musiklabel, Platzierungen, Wochen/Monate, Auszeichnungen, Anmerkungen) | Höchstplatzierung, Gesamtwochen/‑monate, AuszeichnungChartplatzierungen (Jahr, Titel, Musiklabel, Platzierungen, Wochen/Monate, Auszeichnungen, Anmerkungen) | Anmerkungen                                                              |
| Jahr | Titel Musiklabel | DE | AT | CH | UK | US | Anmerkungen                                                              |
| ---- | --- | --- | --- | --- | --- | --- | ------------------------------------------------------------------------ |
| 1964 | The Rolling Stones auch bekannt als: The Rolling Stones (England’s Newest Hit Makers) Decca Records • London Records (Decca) | DE2 (11 Mt.)DE | — | — | UK1 (51 Wo.)UK | US11 Gold · (35 Wo.)US | Erstveröffentlichung: 16. April 1964 Verkäufe: + 800.000                 |
| 1965 | The Rolling Stones No. 2 auch bekannt als: The Rolling Stones, Now! Decca Records • London Records (Decca)                   | DE1 (8 Mt.)DE | — | — | UK1 (37 Wo.)UK | US5 Gold · (53 Wo.)US | Erstveröffentlichung: 15. Januar 1965 Verkäufe: + 900.000                |
| 1965 | Out of Our Heads Decca Records (Decca)                                                                                       | DE2 (5 Mt.)DE | — | — | UK2 (24 Wo.)UK | US1 Platin · (66 Wo.)US | Erstveröffentlichung: 30. Juli 1965 Verkäufe: + 1.000.000                |
| 1966 | Aftermath Decca Records (Decca)                                                                                              | DE1 (7 Mt.)DE | — | — | UK1 Silber · (24 Wo.)UK | US2 Platin · (50 Wo.)US | Erstveröffentlichung: 15. April 1966 Verkäufe: + 1.060.000               |
| 1967 | Between the Buttons Decca Records (Decca)                                                                                    | DE2 (6 Mt.)DE | — | — | UK3 (22 Wo.)UK | US2 Gold · (47 Wo.)US | Erstveröffentlichung: 20. Januar 1967 Verkäufe: + 500.000                |
| 1967 | Their Satanic Majesties Request Decca Records (Decca)                                                                        | DE4 (6 Wo.)DE | — | — | UK3 Silber · (13 Wo.)UK | US2 Gold · (30 Wo.)US | Erstveröffentlichung: 8. Dezember 1967 Verkäufe: + 1.060.000             |
| 1968 | Beggars Banquet Decca Records (Decca)                                                                                        | DE8 (5 Wo.)DE | AT44 (1 Wo.)AT | CH67 (1 Wo.)CH | UK3 Gold · (12 Wo.)UK | US5 Platin · (33 Wo.)US | Erstveröffentlichung: 6. Dezember 1968 Verkäufe: + 1.185.000             |
| 1969 | Let It Bleed auch bekannt als: Big Hits, Vol. 3 Decca Records (Decca)                                                        | DE3 (1 Wo.)DE | — | — | UK1 Platin · (29 Wo.)UK | US3 ×2Doppelplatin · (44 Wo.)US | Erstveröffentlichung: 29. November 1969 Verkäufe: + 2.477.500            |
| 1971 | Sticky Fingers Selbstverlag (CBS)                                                                                            | DE1 Gold · (15 Wo.)DE | AT9 (5 Wo.)AT | CH16 (6 Wo.)CH | UK1 Platin · (32 Wo.)UK | US1 ×3Dreifachplatin · (62 Wo.)US | Erstveröffentlichung: 23. April 1971 Verkäufe: + 3.767.500               |
| 1972 | Exile on Main St Selbstverlag (CBS)                                                                                          | DE2 (9 Mt.)DE | AT7 (2 Mt.)AT | CH8 (9 Wo.)CH | UK1 Platin · (26 Wo.)UK | US1 Platin · (50 Wo.)US | Erstveröffentlichung: 12. Mai 1972 Verkäufe: + 1.402.500                 |
| 1973 | Goats Head Soup Selbstverlag (CBS)                                                                                           | DE2 Gold · (31 Wo.)DE | AT1 (17 Wo.)AT | CH3 (6 Wo.)CH | UK1 Gold · (17 Wo.)UK | US1 ×3Dreifachplatin · (39 Wo.)US | Erstveröffentlichung: 31. August 1973 Verkäufe: + 3.475.000              |
| 1974 | It’s Only Rock ’n Roll Selbstverlag (CBS)                                                                                    | DE12 (3 Mt.)DE | AT6 (1 Mt.)AT | — | UK2 Gold · (9 Wo.)UK | US1 Platin · (20 Wo.)US | Erstveröffentlichung: 18. Oktober 1974 Verkäufe: + 1.200.000             |
| 1976 | Black and Blue Selbstverlag (CBS)                                                                                            | DE15 (5 Mt.)DE | AT4 (1 Mt.)AT | — | UK2 Gold · (14 Wo.)UK | US1 Platin · (24 Wo.)US | Erstveröffentlichung: 23. April 1976 Verkäufe: + 1.200.000               |
| 1978 | Some Girls Selbstverlag (CBS)                                                                                                | DE6 (7 Mt.)DE | AT4 (5½ Mt.)AT | CH48 (5 Wo.)CH | UK2 Gold · (26 Wo.)UK | US1 ×6Sechsfachplatin · (86 Wo.)US | Erstveröffentlichung: 9. Juni 1978 Verkäufe: + 6.320.000                 |
| 1980 | Emotional Rescue Selbstverlag (CBS)                                                                                          | DE2 (21 Wo.)DE | AT2 (5½ Mt.)AT | — | UK1 Gold · (18 Wo.)UK | US1 ×2Doppelplatin · (51 Wo.)US | Erstveröffentlichung: 20. Juni 1980 Verkäufe: + 2.370.000                |
| 1981 | Tattoo You Selbstverlag (CBS)                                                                                                | DE3 (19 Wo.)DE | AT2 (12 Wo.)AT | CH8 (3 Wo.)CH | UK2 Gold · (30 Wo.)UK | US1 ×4Vierfachplatin · (59 Wo.)US | Erstveröffentlichung: 24. August 1981 Verkäufe: + 4.750.000              |
| 1983 | Undercover Selbstverlag (CBS)                                                                                                | DE2 (19 Wo.)DE | AT8 (2 Mt.)AT | CH5 (10 Wo.)CH | UK3 Gold · (18 Wo.)UK | US4 Platin · (12 Wo.)US | Erstveröffentlichung: 7. November 1983 Verkäufe: + 1.170.000             |
| 1986 | Dirty Work Selbstverlag (Sony)                                                                                               | DE2 Gold · (23 Wo.)DE | AT4 (3 Mt.)AT | CH1 Gold · (10 Wo.)CH | UK4 Gold · (10 Wo.)UK | US4 Platin · (25 Wo.)US | Erstveröffentlichung: 24. März 1986 Verkäufe: + 1.715.000                |
| 1989 | Steel Wheels Selbstverlag (Sony)                                                                                             | DE2 Gold · (18 Wo.)DE | AT1 Gold · (2 Mt.)AT | CH2 Gold · (12 Wo.)CH | UK2 Gold · (18 Wo.)UK | US3 ×2Doppelplatin · (36 Wo.)US | Erstveröffentlichung: 29. August 1989 Verkäufe: + 3.287.227              |
| 1994 | Voodoo Lounge Virgin Records (EMI)                                                                                           | DE1 Platin · (49 Wo.)DE | AT1 Gold · (24 Wo.)AT | CH1 Gold · (21 Wo.)CH | UK1 Gold · (34 Wo.)UK | US2 ×2Doppelplatin · (38 Wo.)US | Erstveröffentlichung: 11. Juli 1994 Verkäufe: + 6.000.000                |
| 1997 | Bridges to Babylon Virgin Records (EMI)                                                                                      | DE1 Platin · (54 Wo.)DE | AT1 Platin · (28 Wo.)AT | CH3 Platin · (22 Wo.)CH | UK6 Gold · (10 Wo.)UK | US3 Platin · (27 Wo.)US | Erstveröffentlichung: 24. September 1997 Verkäufe: + 2.650.000           |
| 2005 | A Bigger Bang Virgin Records (EMI)                                                                                           | DE1 Platin · (23 Wo.)DE | AT1 Gold · (11 Wo.)AT | CH1 Gold · (22 Wo.)CH | UK2 Gold · (5 Wo.)UK | US3 Platin · (19 Wo.)US | Erstveröffentlichung: 2. September 2005 Verkäufe: + 3.500.000            |
| 2016 | Blue & Lonesome Polydor (UMG)                                                                                                | DE1 ×3Dreifachgold · (28 Wo.)DE | AT1 Platin · (42 Wo.)AT | CH1 (34 Wo.)CH | UK1 Platin · (15 Wo.)UK | US4 (11 Wo.)US | Erstveröffentlichung: 2. Dezember 2016 Verkäufe: + 1.800.000; Coveralbum |
| 2023 | Hackney Diamonds Polydor (UMG)                                                                                               | DE1 Platin · (28 Wo.)DE | AT1 Platin · (41 Wo.)AT | CH1 Gold · (22 Wo.)CH | UK1 Gold · (12 Wo.)UK | US3 (9 Wo.)US | Erstveröffentlichung: 20. Oktober 2023 Verkäufe: + 460.000               |

grau schraffiert: keine Chartdaten aus diesem Jahr verfügbar

## Filme
- Charlie Is My Darling (1966). Peter Whitehead begleitet 1965 die Rolling Stones auf ihrer Irlandtour.
- The Rolling Stones Rock and Roll Circus (1968). Dokumentarfilm. Regie: Michael Lindsay-Hogg, Großbritannien
- Shine a Light von Martin Scorsese (2008). Ein Konzertfilm mit Interviews der Band aus mehreren Zeitepochen.